# عاصي الرحباني
عَاصِي الرَّحبانِيّ (4 مايو 1923 - 21 يونيو 1986) ، عمِيد ومُؤسّس، مع أَخِيه منصُور الرَّحبانِيّ،   عُرفا باسم (الأَخوين رحبانِيّ)، وهُو مُؤلف مُوسيقيّ ومسرحِيّ وشاعر، وهو زوج الفنّانة نهاد حداد المشهورة بفيرُوز.

## النّشأة والبِدايات

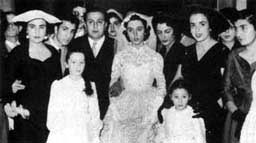
حفل زفاف عاصي الرحباني وفيروز

وُلدَ عاصِي في 4 أيّار (مايُو) لِلعام 1923 فِي قَرية أَنطلياس (10 كلم شمالاً مِن بيرُوت ،لُبنان)، لأبوين هُما: حنّا الياس الرّحبانِيّ وسعدى صَعب. وكان لِلبيئة الَّتِي نشأَ فِيها دورٌ أساسيٌّ فِي التَّأثِير على نوعِيَّة عطَائِه الفنِّيّ مِن حيث الأفكار والمواضِيع والسِّياقات، حيث كان عاصِي يكبُرُ فِي طُفُولته بيّن البساتِين والمُزارِعِين وما يُمثِّلُونه مِن تناغمٍ إِنسانِيٌّ مع الطَّبِيعة وقِيم العيشِ بِبساطةٍ ورِضى، وبيِّن المدرَسة والكنِيسة وما فِيهُما آنذاك مِن تركِيزٍ لِلقِيم الرُّوحيَّة والثَّقافِيَّة النَّبِيلة. وأَمضَى عاصِي قِسطاً هاماً مِن طُفُولتِه فِي مَقهى الفوارِ ثُمَّ المنيِبيِع فِي (الجَبل) الَّذِي كان يملِكه والِدُه، سمع فِيه قصص وأَخبار المراجِل والقبضايَاتِ الَّتِي كَانت تدور فِي أَروقته، وحَفِظ عاصِي عن جِدَّته غيتّا الَّتِي عاشت مَعهُم قصصاً وأشعاراً مِن المورُوث اللُّبنانِيّ الشّعبَيّ القدِيمِ. وإِلى منطقة الشوير الَّتِي تنحدِر مِنها أَصُوِّل العائِلة، والَّتِي تعلُو فِي اِرتِفاعها الجُغرافِيّ عَن أنطلياس، حيثُ الزُّهور الَّتِي تبتكِرُ حيِّزها الخاصِ بيِّن الصُّخُور والمُنحدِرات الوعِرة والقَاسِية، تصل بينها الينابِيع وجداوِل المِياه، وتتردَّدُ فِي أَرجائِها أَصداء «الذِّئاب»، كبِر عاصِي وفِي بالِه سحرٌ ودهِشةٌ مِن هذا الزَّخم الجِمالِيَّ العفوِيَّ الَّذِي عاشهُ فِي طُفُولتِه وكان جُزءٍ مِن حيَّاتِه اليومِيَّة، فاِنعكس على فنِّه صوتاً وصُورة، ووطناً عرفهُ عاصِي طِفلاً ويافِعاً، ولم يبتكِرهُ مِن الفراغ أَو الوهم كما يعتقِد كثِيرُون مِمَّن عرفُوا لُبنَان مُمزَّقا بِالحواجِز وخُطُوط التَّماس خِلال سنوات الحرب.
لَم يتمكَّن عاصِي فِي مُراهقتِه مِن الانضمام لِجوقة الكنِيسة الَّتِي كان قد أَسَّسها الأَب بُولس الأَشقر الأَنطُونيّ، ولكن شغفهُ وموهِبتهُ دفعانه لِكي يُتابِع دُرُوس المُوسِيقيّ خِلسةً مِن النَّافِذة، إِلَى أَن جَاءت اللَّحظة الَّتِي سيُظهر عاصِي فِيها أَحقِّيَّتُه فِي تعلُّم المُوسِيقيّ، عندما أَجاب على سُؤَّالٍ كان قد وجَّهه الأَب الأَنطُونيّ لِلطَلبة فلم يستطِع أَيٌّ مِنهُم الإِجابة عليه، فتدخل عاصِي من بعيد:«أَنا بِعُرْفِ»، وعندما قدم إِجابته أَثار إِعجاب الأَب الأَنطُونيّ، الَّذِي باشر بِتعلِيمه مُنذ تِلك اللَّحظة ووجد فِيه الموهِبة والتَّفوُّق فِي الدُّرُوسِ على الآخرين، تتلمِذ عاصِي على يد الأَب بُولس لِمُدَّة سِتّ سنوات تعلُّم خِلالها مبادِئ النَّظرَيات المُوسِيقِيَّة والأَلحان الشَّرقِيَّة والكنسِيَّة، ثُمَّ تابع تعلُّم التَّألِيف المُوسِيقِيّ الغربيّ وعُلُومه على يد الأُستاذ بِرتران روبيار.
آلته الموسيقية الأولى كانت الكمان (الكمنجة كمان)، ومن ثم البيانو، تلاههما البزق الذي ألبسه عاصي أثوابًا جديدة وكرّمه بعزف ألحانٍ رئيسيةٍ لمرّاتٍ عديدة، والأهمّ من ذلك، أن البزق هو المحطّة الأولى لألحان عاصي، التي تنتقل فيما بعد من أوتار البزق وأنامل عاصي، إلى أوتار صوت فيروز وروحها المتّحدة والمتماهية مع كل لحظات ومراحل الخلق الجمالي الخاصّة، والرّوحية.
كانت بداياته الفنية وباكورة أعماله ضمن النطاق المحلّي لقريته، أنطلياس، تارة على شكل منشورات أو مجلّة الحرشاية التي كانت تحتوي شعرًا وأخبارًا وقصصًا يكتبها عاصي وحده ثم يوقّعها بمجموعة من الأسماء الوهمية!، وتارة على شكل تمثيليات غير تقليدية وجريئة في مجتمع لا يزال بأطوار الوعي البسيط والناعم،  ومن هذه التمثيليات (عذارى الغدير، عرس في ضوء القمر، تاجر حرب)، بدأت العروض في القرية، ثم لاحقاً في مسرح الوست هول، الجامعة الأمريكية في بيروت، وفي الجونيور كولدج آنذاك (التي أصبحت كليّة بيروت الجامعيّة وثُم الجامعة اللبنانيّة الأميركيّة اليوم) قُدِّمَتْ مسرحية غابة الضّوء.إلا أنه في المراحل الفنية اللاحقة والتي كانت فيروز جزءً أساسيًا فيها لم تُقَدَّم هذه الأعمال ربّما لأنها لم تستوفِ الشروط ومقتضيات النضوج الفني الذي سعى إليه عاصي وحرص عليه تحت اسم الأخوين رحباني.

## الملامح والرؤى
يقول عاصي:«طبيعة لبنان هي اللي بتغذّينا بكل ما منكتب ومنلحّن، نحنا منحب كل شي بلبنان، منحب التلال الصخرية، منحب الشجّر، منحب الأرض والفلاح اللي بيزرع، منحب الشتي والعاصفة ومنحب الرّيح...كل شي بلبنان منحبّو وغنّيناه ووصفناه! شوفي هالتلال قدّامنا.. هيدي بيطلع من وراها القمر وبيبقى قريب كتير علينا.. وهيك، نحنا والقمر جيران».
يمكن القول عن عاصي أنّه من أبرز مؤسسي وروّاد الحركة الرومانسية الفنية في المشرق العربي، والرومانسية كحركة فنيّة تعني العودة إلى طبيعة بالمضمون والرّوح والفكرة، وقد سافر عاصي الذي نشأ طفلاً بين أحضان الطبيعة وناسها، بالمفردات اللبنانية الريفية وقصص التراث وألحانه وعادات ناسه، إلى أنماطٍ فنيّة عالميّة، بحيث لم يسلخها عن جذورها ولكنّه أيضًا لم يواصل الدوران في فلك إطارها المحلّي، وكان لريادته في هذا المجال دورٌ جوهريٌّ ومحوريٌّ في تكريس لهجة لبنان الغنائية بوضوح، وتحريرها من التأثيرات الخارجية، ومن ثم جعلها تنافس اللهجات الغنائية الأخرى بجدارة.
قال عاصي عن أستاذه الأول الأب الأنطوني أنه «آمن بعبقرية وحرفة اللغة العربية في التلحين؛ يمتد اللحن مع الأحرف الطويلة، ويقف مع الأحرف القصيرة، ويختلس مواقع النبرات»، وكانت هذه الرؤية من أبرز ملامح الأعمال التي كتبها عاصي وغنّتها فيروز فتميّزت بنطق الحروف وانعكس ذلك على توصيل المعنى الشعري واللحني بكل سلاسة ووضوح دون الابتعاد عن الجوهر الجمالي المكنون، ودون الانقياد للأداء الإتصالي الجامد الذي لا روح فيه، ولكن بينهما بمهنية وصدق وإخلاص وبلا تكلّف، وجوهر هذا الحيّز الذي ابتكره عاصي يتجلّى بمقولته التي اختصرت كل ما يمكن أن يُقال في النظرية الجمالية للأغنية، حين قال «النغمة أخت الكلمة، هيدي هيّي حقيقة الغنيّة». ومن حيث الكلمات فقد تمتَّعت الأغاني والقصائد التي كتبها عاصي بشخصيّةٍ تميّزت بالبساطة في شكلها وفكرتها، والأعماق الوجدانية السحيقة في معانيها ودلالاتها، والأناقة والنّبل في الموضوع وإسلوب التعبير اللفظي، كما أنها تميّزت بتكريس رومانسيّة المكان وتشخصيه ومخاطبته وأحيانًا استنطاقه. وحتّى القصائد التي لحّنها عاصي لشعراء آخرين معاصرين، أو الموشحات التي أُختيرت من الشّعر العربيّ القديم، كانت تدور في فلك الطقوس الجمالية التي تحتفي بالبساطة وتجعل منها أسطورة ناعمة تدخل قلوب جميع الناس. لقد آمن عاصي بأن هناك فرقًا بسيطًا بين الأغنية البسيطة والسخيفة،  ولم يحدث أن غاب هذا التوازن يومًا ما في عملٍ من أعماله، فحتّى في بعض المشاهد المسرحية أو التمثيلية التي تستوجب أن يكون الكلام فيها يعبّر عن فكرة عادية، كان اللحن يعطي بُعدًا جماليًا وازنًا، يُجبر المتلقّي على إعادة ترديد الكلمات وإن كان غير شعرية ولا تحمل قصةً أو معانٍ وجدانية (على سبيل المثال: حوار الصبايا وعبدو في الدكّان – حكاية الإسوارة).
تأثر عاصي برؤى وهواجس معلّمه الأب بولس الأنطوني المتعلقة بالتوزيع الموسيقي والغناء المتعدد الأصوات (الهوموفونية والبوليفونية)، فابتكر عاصي أسلوبَه الخاص في التوزيع الموسيقي – والتوزيع الموسيقي: هو تحديد أدوار الآلات الموسيقية في تأدية اللحن –، وعمل على تطويره ليتناسب مع الوعي السمعي للجمهور الذي لم يكن يعرف آنذاك سوى الشكل التقليدي للغناء المحصور بألحان الصوت الواحد (المونوفونية)، ويقول عاصي بهذا الصدد:«نحنا منعتقد إنو غاية التوزيع الموسيقي هو إغناء شخصيّة الأغنية، فـ اللي بدّو يوزّع أغنية لازم يفتّش من الأغنية على طريقة لتوزيعها بدون ما تتغيَّر شخصيتها، ومن هالمنطلق بيقدر الإنسان يلاقي دايمًا توزيع سهل وبسيط». واستطاع عاصي بعد محاولات ومواجهات ضارية ضد التيار المنحاز للغناء القديم، أن يسافر بالذائقة المحلية والعربية إلى مساحاتٍ صوتية جديدة ظهرت فيها توزيعاته الموسيقية الحديثة (الآلية والغنائية) إلى جانب اللهجة المحلية واللغة العربية الفصحى، بل إلى جانب الألحان والقوالب الموسيقية الشرقية التقليدية.
كان عاصي يؤمن بأن الآلات الموسيقية تتمتّع بإمكانيات أدائية لا نهائية تمامًا مثل الحرف والكلمة، فلم تقتصر النقلة النوعية التي أحدثها في مجال الصوت الموسيقي على إدخال عناصر جديدة إلى اللحن والتوزيع وحسب، بل شملت أيضًا مراجعة وتطوير تقنيات الأداء، سواء في تسجيل الأغاني أو الأداء المباشر على المسرح، فعلى سبيل المثال، تميّزت الجمل اللحنية التي تؤدّيها الكمنجات في ألحان عاصي بالأناقة والصوت النقي والمتجانس، الذي يظهر فيه طابع الأداء الجماعي للآلات الوترية بانسجامٍ وصوتٍ موحّد، وليس طابع العزف المنفرد لكل عازف في المجموعة، ومردُّ ذلك لاهتمام عاصي بحركة الأقواس للآلات الوترية صعودًا وهبوطًا كما في الأوركسترا السيمفوني،  وذلك لم يكن سائدًا آنذاك في الفرق الموسيقية العربية التي لا يتقيّد فيها عازفو الآلات الوترية بحركة أقواس موحّدة. كما أن لعاصي رؤية خاصّة بالكورال في الأغاني أو الحوارات الغنائية، تمثّلت بتوحيد نبرة الصوت وإظهار الديناميكية التي تعطي أبعادًا دراميّة لا نهائية للميلودي وللكلمة وللحالة الجمالية، حتى أصبح صوت الكورال في المسرح والأغنية الرحبانية له شخصية مستقلّة ومتميّزة وكأنّه أداءٌ فرديّ، واستمرّت رؤيته الخاصة حتى اليوم في الكورال الذي يرافق فيروز في حفلاتها أو أداء التراتيل السنوية.
وفي مجال المسرح كان الإنسان هو محور الأعمال التي كتبها عاصي، وقد اهتم بكل تفاصيله، بدءً من الكلمة واللباس والحركة والمزاج والانفعال... وصولاً إلى التسلسل الدراميّ في أحداث القصة المسرحية، وكان عاصي عادلاً وموضوعيًا في عرضه لشخصيّات القصص، وخصوصًا عندما تكون القصة متمثّلة بصراع ذي أطراف، وإن كان لابد من الانحياز لأحد الأطراف في النهاية، إلا أن المتفرّج أو المستمع يجد نفسه أمام فرصةٍ للاقتراب من الطرف الآخر بتجرّد، وملامسة الإنسان الموجود على الطرفين. لذلك استطاعت هذه المسرحيات بقصصها وحواراتها وأغانيها أن تفرض نفسها على مختلف الأحداث والظروف، الشخصية والمجتمعية، بصفتها الأقرب للوجدان الإنساني، ولأن هذه المسرحيات في معظمها لامست واقع الناس في صميمه، وكما يقول عاصي:«أية حادثة من أحداث مسرحياتنا يمكن أن تجري في أي بلدٍ من العالم».
أما في السينما، فكانت الأفلام التي كتبها عاصي في حينها البصمة اللبنانية الأولى والأبرز في السينما العربية، وهي اليوم أصبحت أشبه بالمتحف المنظور الذي يحوي ما كان عليه المجتمع اللبناني ولبنان في تلك الفترة وما سبقها، فقد احتفظت هذه الأفلام من خلال القصص والأزياء واللوحات الراقصة والأغاني والمشاهد والحوارات، بأجمل ما يمكن للإنسان اللبناني أن يتذكره قبل الحرب، من عادات وتقاليد وقيم، وإسلوب عيش، وطبيعة المكان اللبناني في الرّيف والمدينة، وتقاليد حرفيّة وصناعيّة، وتنوّعٍ في اللهجات، واشتملت، كما المسرحيات، على تنوّعٍ ثري في الأساليب والقوالب والأمزجة الموسيقيّة بما يتناسب مع الصورة والقصّة والشخصية.

## عمله في الإذاعة
اضطر عاصي بعد رحيل والده للالتحاق بوظيفة في البلدية نهارًا والعمل كعازف كمان (كمنجة) ليلاً، ولحقه أخوه منصور فعمل في الشرطة القضائية. وفي نهاية الأربعينيات، دخل عاصي الإذاعة ليعمل بصفته عازفًا وملحّنا، وكانت شقيقته الكبرى سلوى، والتي عُرِفت باسم المطربة نجوى، تؤدّي أولى الأعمال الغنائية مثل : يا ساحر العينين، يولا، وسمراء مها.. والتي أُعيد تسجيلها بصوت فيروز فانتشرت بشكل أكبر. أصبح عاصي فيما بعد ملحّن ركن، أي الملحّن الرئيسي لمجموعة من الأغاني الشهرية التي تبثها الإذاعة، وما لبث أن ترك وظيفته في البلدية التي دخلها مرغمًا بسبب صعوباتٍ مادّية واجهتهُ بعد وفاة والده، ليتفرّغ إلى إنتاجه الفنّي في الإذاعة، ولحقه في تقديم الاستقالة من الشرطة القضائية أخوه منصور سنة 1953، وحينها بدأ اسم الاخوين رحباني بالظهور في برامج الإذاعة ولفت الأنظار.
لقاء عاصي بفيروز لأول مرّة كان في كواليس الإذاعة اللبنانية عام 1950، لقاءٌ فنّيٌ بدأ بأولى الأعمال التي ذاع صيتها، مثل «حبّذا يا غروب» من شعر قبلان مكرزل، و«بلمح ظلال الحب بعيونو» من أسطوانات بيضافون، و «ردّ يا أسمر لمحاتك»، وغيرها من الأغنيات العاطفية التي حكت وعبّرت لأول مرّة عن ثنائية الخجل والرغبة عند الفتاة التي جسّدها صوت فيروز، وهذه المشاعر لم تكن مجرّد أغانٍ فحسب، بل كانت قصّة حبٍّ حقيقية تكتبُ نفسَها مع الألحان والأشعار بين عاصي وفيروز (الآنسة نهاد حدّاد آنذاك)، تلا ذلك أغانٍ مثل : عتاب، وقّف يا أسمر، يابا لالا (والتي اشتهرت في مصر قبل أن يعرف المصريون فيروز والأخوين رحباني)، مين دلّك؟، غيرة، راجعة، وحياة عينو... وهذه المجموعة طُبِعتْ على أسطوانات ذودفون.
كانت أغاني الحب قبل ذلك متمحورةً حول مشاعر اللوعة والحسرة والتفجّع، ثم أخذت على يد عاصي وبصوت فيروز شكلاً أقرب إلى الصّدق في الشعور واللذّة والمعاتبة، أو الاعتذار إذا دَعَت الضرورة، وبهذه النقلة في الموضوع والمعالجة الشعرية للأغنية دخلت ملامحُ الكرامة وعزّة النفس التي تعني المساواة بين البشر. وكأيّ جديد، ذاع صيتُ هذه الأغاني ووصلت إلى مستمعين كُثُر، من بينهم المختصين والإدرايين والنقّاد، الذين انقسموا بين مؤيّد ومعارض، ونجحت الأعمال الجديدة في تحريك المياه الراكدة وفرض حالة جادّة من النقاش حولها وحول الأساليب التقليدية التي ستصبح فيما بعد قديمة. كان رئيس القسم الموسيقي في إذاعة الشرق الأدنى صبري الشريف من بين المؤيدين الذي دعموا اللون الغنائي الجديد  وساهموا في الدفاع عنه وعن فيروز والأخوين رحباني الذين استهدفتهم حملات النيل، وقبل انتقال إذاعة الشرق الأدنى إلى بيروت ومشاركة الفرقة الكاملة في تسجيل الأعمال، سافر صبري شريف إلى هناك ومعه موسيقار التانغو إدواردو بيانكو، وعازف البيانو ميشال بورديتاس، في حركة تُظهِر دعمه المباشر للأخوين رحباني وفيروز، فسُجِّلت أغاني في تلك المرحلة مثل : تانغو يا حبيبي أزهر النرجس، غيب غيب يا قمر، يريد زهرة، أنت معي، ماروشكا، حبني اليوم.
أما الاسكتشات فتنوّعت واختلفت بين كلّ الأنواع، فكان منها الكلاسيكي مثل : مواعيد العمر، عربة لميا، رجوع، دمّر، داري، القطاف، الحصاد، الملهى الخضر.. ومنها البدوي مثل : شروقي، احنا النَّوَرْ.. ومنها البلدي مثل : سلسلة روكز، بارود اهربوا، كاسر مزراب العين.. وبرزت في هذه الاسكتشات شخصيات : سَبِعْ (فيلمون وهبي)، مخول (منصور الرحباني)، أبو فارس (عاصي الرحباني)، نصري (نصري شمس الدّين)، واشترك في بعضها وديع الصافي وسعاد هاشم. وكانت هناك اسكتشات للمناسبات الدينية (المسيحيّة والإسلاميّة) تبلورت من خلالها مفاهيم الالتزام الإنساني والإيمان بالتعددية والتنوّع الديني المشرقي والاحتفاء بجوهر العدالة المطلقة في الأديان، ومن هذه الاسكتشات : شيخ الميلاد، طريق المغارة، حليمة، المُحسن المجهول.

## التسجيلات والإصدارات
بدأت التسجيلات مع الفرقة الموسيقية الكاملة التي وفّرها صبري شريف وفق متطلبات التوزيع الموسيقي وليس بحسب المُتاح، وكان حصاد هذه البداية أغانٍ أزلية ردّدتها الأجيال وستردّدها دائمًا مثل : نحنا والقمر جيران، وأعمال أخرى حملت نبض الفلكلور مثل : تحت العريشة. وتوزيع أعمال غنائية لسيّد درويش. ومع تصاعد وتيرة الإبداع الفنّي واتّقاد شعلته، كان لابد لقصة الحب التي بدأت مع هذا الإبداع أن تنتقل معه إلى مرحلة جديدة، فتُوِّجَت هذه القصّة بزواج عاصي وفيروز في 23 كانون الثاني عام 1955، ورُزِقا بزياد وهَلي وليالْ وريما، وقضى العروسان شهر عسلهما الطويل في القاهرة، ولكنّه لم يكن شهر عسل تقليدي، فقد سجّلا خلاله أعمالاً فنية كثيرة هامّة في إذاعة صوت العرب بالقاهرة، وبعضها كان جديدًا مثل : اسكتش راجعون واسكتش غرباء (اسكتشان يحكيان قصة النكبة الفلسطينية)، احكيلي حكاية طويلة، بيتنا في الجزيرة، يا دار بتلوح، اسكتش الرّبع الأخضر.... وقد أُعجِبَ المصريّون بتوزيع لحن «زوروني» للسيّد درويش.
في المرحلة التي تلت ذلك، ليس من الخطأ أن نقول أنها كانت البداية الثانية، والأكثر تجدّدًا وبقاءً، وذلك مع بداية إصدارات الإسطوانات من شركتيّ صوت الشرق واللبنانية للتسجيلات، إذ أن الإصدارات السابقة والتي كانت في مطلع الخمسينيّات لم يتجاوز عددها أصابع اليدين. فبدأ إصدار إسطوانات تضمنّت مُختاراتٍ من الأغاني التي لازالت تتردّدُ حتى يومنا هذا ويُعاد بثّها وطلبها وكأنّها من الأعمال الحديثة، مثل : البنت الشلبية ويا مايلة ع الغصون، والفلكلورية مثل : يا غزيّل ويا حنيّنة، التي عُزِفَت معها إيقاعات من أمريكا الجنوبية مثل (البوليرو والبايون والمامبو). توازيها مؤلفات آسرة مثل : نسيتنا الكروم، مغرور، سمعنا... وروائع أخرى مثل : أغاني أيلول، الطريق الليلكي.
لم تتوقّف الأعمال الغنائية، الإذاعية أو التلفزيونية، أي التي لم تُقَدَّم على المسرح و/أو لم تُطْبَع على إسطوانات بالرغم من أنها كُتِبَتْ في فترات عزّ العطاء والإنتاج، ومنها : ورد وشبابيك، جسر العودة، والقصة الكبيرة.

## المسرح
في العام 1956 كانت انطلاقة مهرجانات بعلبك الدوليّة، والتي اقتصرت في دورتها الأولى على العروض الأجنبية، وفي العام التالي 1957 كانت مشاركة الأخوين رحباني وفيروز هي انطلاقة الليالي اللبنانية في المهرجان، والتي جاءت تحت عنوان الفن الشعبي اللبناني (أيام الحصاد، عادات وتقاليد)، واستعرضت أولى الأعمال مشاهد القطاف والخطبة والعرس، وعندئذٍ تكرّس عُرفٌ وتاريخٌ جديد مع : لبنان يا أخضر حلو.
استطاع عاصي أن يطوّر من صيغة ونوعيّة الأعمال الفنية في الدورات اللاحقة من المهرجان، حين عارض رؤى وتصوّرات إدارة المهرجان آنذاك التي كانت تميل باتجاه تقديم أعمالٍ أكثر التزامًا وميلاً للشكل الفنّي الفلكلوري، وذلك لغايات ترتبط بالنشاط السياحي للمدينة، لكنّ إخلاص عاصي في فنّه كان هو الغاية والاعتبار الوحيد بالنسبة إليه، فاتجه لتطوير وتوسيع إطار الأعمال المسرحية ليُتاح المجال أمام تقديم أعمال قصصيّة، وواجه بذلك لجنة المهرجانات، واستطاع أن يمرّر قصصًا وألحانًا في أعمالٍ خالفت العروض السائدة لأول مرّة، وأصبحت فيما بعد هي المثال والأنموذج الذي يُحتذى به. وعلى الرغم من أن عاصي لم يبتعد كثيرًا في أعماله المسرحية الجديدة عن إطار الحياة في الرّيف، إلا أنه تناول صراع الخير والشّر في القرية، وتدرّج في توسيع الإطار حتى وصل لفكرة الدخول إلى المدينة واكتشاف الكذبة وتعريتها في مسرحية «هالة والملك» التي لعبت فيروز فيها دور البطولة، ثم أضحت المدينة وساحاتها وقصورها وناسها إطارًا مسرحيًا مقبولًا. وفي المسرح السياسي خاض عاصي الحديث عن القانون والحكم والانقلاب والاستبداد والانتخابات والثورة، وبطبيعة الحال؛ فإن التطوّر المتدرّج في المواضيع المسرحية رافقه تطوّر موسيقيّ وغنائي يتناسب مع الفكرة والمشهد. وشهد له بذلك الناقد الفرنسي كلود روستان حين قال :«لقد أصبح للشرق، وللمرّة الأولى في تاريخه، أوبريت صالح للعرض على مسارح باريس وفيينّا وأمريكا».
ومن أبرز الوجوه التي شاركت في هذه الأعمال إلى جانب نصري شمس الدّين : جوزيف ناصيف، جوزيف عازار، إيلي شويري، خليل تابت، وليام حسواني، غيتا داية، سميرة بعقليني، إلهام الرحباني، خانم غلاييني، سهام شمّاس، هدى حدّاد، محمد مرعي، نوال الكك، جورجيت صايغ، ملحم بركات، أنطوان محفوظ، وهم جميعاً من نجوم الفرقة الشعبية اللبنانية، للغناء والرقص والتمثيل، التي تأسست عام 1960. أما الإخراج المسرحي كان لصبري اشريف حتى صيف عام 1972، ثم بعد ذلك تولّاه برج فازليان، باستثناء مسرحية بترا كانت من إخراج عاصي الرّحباني.

## الأعمال المسرحيّة[13]
جميع الأعمال المسرحية الواردة أدناه على اختلاف أنواعها هي من بطولة فيروز، إلا حيث ما هو مُشارٌ إليه بعكس ذلك مع التوضيح :
1. (المحاكمة : حكاية غنائية من فصلٍ واحد): قُدِّمَتْ في مهرجانات بعلبك الدولية (بمشاركة وديع الصافي) ومعرض دمشق الدولي 1959، وكان هذا أول عرض وتكريس لعُرفٍ سنوي لظهور فيروز والفرقة الشعبية اللبنانية في معرض دمشق الدولي.
2. (موسم العزّ : أوبريت بملامح الفلكلور وهي أول مسرحية من فصلين): قُدِّمَتْ في مهرجانات بعلبك الدولية 1960، بطولة كل من : صباح، وديع الصافي ونصري شمس الدين.
3. (البعلبكية : شخصية بعلبكيّة خارقة للزمن، تتنزّه بين العصور والجغرافيا، يتخللها مشهد «رحيل الآلهة» وهو فصل من المثيولوجيا): قُدِّمَتْ في مهرجانات بعلبك الدولية ومعرض دمشق الدولي 1961 وجولة أميركا الجنوبيّة خريف 1961 ولندن ومانشستر، أيار 1962. تحدّث عنها النقّاد العالميّون بتقدير وجعلوها في مستوى الأعمال الحديثة الكبيرة.
4. (جسر القمر :«صَوتْ المَعولْ أحلى مِن رنينْ السّيفْ، والرِّضى أحْلى منِ الزَّعَلْ، والسّلام كِنْزْ الكنوزْ»): قُدِّمَتْ في مهرجانات بعلبك الدولية ومعرض دمشق الدولي 1962 .
5. (الليل والقنديل : «بُكرا الضَّوْ بيِغْلُبْ هَوْلو بِبْحَيْرات اللَّوْن بيِغرَقْ»): قُدِّمَتْ في معرض دمشق الدولي ومسرح لبنان (كازينو لبنان) 1963 .
6. (بيّاع الخواتم : «رَحْ نِحْكي قِصِّةْ ضَيْعَة، لا القِصَّة صحيحة ولا الضَّيْعَة موجودِة، بَسْ بِلَيلِة هُوِّ وضِجْرانْ خَرْطَشْ إنسانْ عَ وَرْقة..صارِتْ القِصَّة وعِمْرِت الضَّيْعَة»): قُدِّمَتْ في مهرجان الأرز ومعرض دمشق الدولي 1964.
7. (دواليب الهوا :«روح روح يا كبر وارجعلنا يا زغر، تهدّم يا حيط الخجل انقُطع يا خيط الملل»): قُدِّمَتْ في مهرجانات بعلبك الدولية 1965. بطولة : صباح، ونصري شمس الدين.
8. (أيّام فخر الدين:«وإذا يا عِطْر اللَيلْ صارْ ما صارْ وانْكَسَر السَّيفْ بِتْكَمِّل الغِنيّة»): قُدِّمَتْ في مهرجانات بعلبك الدولية 1966.
9. (هالة والملك : «بنت بسيطة ما معها إلا الصِّدِقْ، غَلَبِت مدينِة عايشِة عَ الكِذِبْ»): قُدِّمَتْ في مسرح قصر البيكاديللي، بيروت ومهرجان الأرز ومعرض دمشق الدولي 1967، وكانت هي باكورة المواسم المسرحية في مسرح قصر البيكاديللي وفي عز منطقة الازدهار والاختلاط الثقافي.
10. (الشخص :«جينا لْحَلّال القصَصْ تَـ نحِلّ قِصّتنا ولقينا في عندو قِصّة يا مَحْلا قِصّتنا»): قُدِّمَتْ في معرض دمشق الدولي 1968، ومسرح قصر البيكاديللي، بيروت 1969 و 1970.
11. (جبال الصوّان :«إذا فيكْ تعيشْ بلا اسمْ، فيكْ تعيشْ بلا وطنْ»): قُدِّمَتْ في مهرجانات بعلبك الدولية ومعرض دمشق الدولي 1969 .
12. (يعيش يعيش :«طلع المنادي ينادي، ما فيهاشْ إفادي الرّعيان بوادي والقطعان بوادي»):  قُدِّمَتْ في مسرح قصر البيكاديللي، بيروت 1970
13. (صح النوم :«حُبّ الناسْ بيِحرُس الناسْ، واللي بيعطي السعادِة بكاسْ بترجَعْلُو بِميّة كاسْ»): قُدِّمَتْ في معرض دمشق الدولي ومسرح قصر البيكاديللي، بيروت 1970 .
14. (ناس من ورق :«إن فلّيتْ إترُكْ عِطر بِهالكونْ»): قُدِّمَتْ في معرض دمشق الدولي 1971 ومسرح قصر البيكاديللي، بيروت 1972.
15. (ناطورة المفاتيح : «عَوَضْ ما يروح الملكْ راحْ الشّعب .. وشو نَفْع البيوت بلا ناسْ!»): قُدِّمَتْ في مهرجانات بعلبك الدولية ومعرض دمشق الدولي 1972 (بعد هذا العرض أصيب عاصي بنزيف في الدماغ أفقده الذاكرة الكتابيّة لكنه لم ينل من القدرة التلحينية لأنها مربوطة بالإحساس حسب تفسير الطب...وصبُر وتعلّم وتأقلم).
16. (المحطة : «الانتظار خَلَق المحطّة، وشَوق السَّفرْ جاب الترينْ»): قُدِّمَتْ في مسرح قصر البيكاديللي، بيروت ومعرض دمشق الدولي 1973 (كان استعمال السينما على المسرح لأول مرة في مشهد «يا وردة» إعجازًا غنائيًا موسيقيًا، كتب عاصي هذا المشهد قبل حادثة المرض بسنون ونُشرت أوراق المشهد المكتوبة بخط يده ردّا للإتهامات، وكانت أغنية «ليالي الشّمال الحزينة» أول لحن لحّنه بعد تماثله للشفاء.)
17. (لولو :«العدالة كرتونْ.. الحريّة كذبْ.. وكل حكم بالأرض باطلْ»): قُدِّمَتْ في مسرح قصر البيكاديللي، بيروت ومعرض دمشق الدولي 1974.
18. (ميس الريم : "بلدنا مقسومة، ناس مع إمّ العريسْ، وناس مع إمّ العروسْ): قُدِّمَتْ في مسرح قصر البيكاديللي، بيروت ومعرض دمشق الدولي 1975.
19. (بترا :«روما بَدْها تسلب كنوز الشّعوب، وبترا ما بَدْها تخَلّي الشّرق يفرَغ من حضارتو ، خزنة بترا صارت التحرّر وصارت المعركة»): قُدِّمَتْ في مسرح الثقافة في عمان ومعرض دمشق الدولي 1977 ومسرح قصر البيكاديللي ومسرح لبنان (كازينو لبنان) 1978.
20. (المؤامرة مستمرة : قصص تدور في فلك الحرب اللبنانية): قُدِّمَتْ في صالة السفراء (كازينو لبنان) 1980. بطولة جماعية : جوزف عازار، رونزا، يوسف شامل، فادية طنب.
21. (الربيع السابع : قصص شخصيات وتأثرها أيضا بالحرب اللبنانية): قُدِّمَتْ في مسرح جورج الخامس، أدونيس، لبنان 1981 . بطولة جماعية : ملحم بركات، رونزا، ميريام، فايق حميصي.

## المنوّعات والجولات الخارجيّة، فيروز والفرقة الشّعبية
1. جولة في أميركا الجنوبية (البرازيل والأرجنتين) خريف 1961، منوعات مع مشهد رحيل الآلهة من البعلبكية. ريو دي جينيرو: المسرح البلدي، وحفلة مختصرة في نادي جبل لبنان، ساو باولو: المسرح البلدي، بيونس أيريس: مسرح الأوبرا
2. لندن ومانشستر أيار 1962. لندن: ألبرت هول، مانشستر: قاعة المعرض الدولي.
3. عمّان، مسرح فيلادلفيا (المدرج الروماني)1963، منوّعات لأول مرة بعنوان حصاد ورماح.
4. القدس 1964، تراتيل على درب الآلام إبّان زيارة البابا بولس السادس للقدس.
5. بيت الدين 1965 سهرة بعنوان الصوت والضوء، منوعات لأول مرة.
6. معرض دمشق الدولي 1966، منوعات لأول مرة مع مختارات من أيام فخر الدين.
7. الكويت ، مسرح الأندلس 1966، منوعات.
8. تونس والجزائر كانون الأول 1968، منوعات. وهران: قصر الرياضة، الجزائر: المسرح الوطني وسينما ماجيستيك، قسطنطينة: المسرح الوطني، عنّابة: المسرح الوطني، تونس: قصر الرياضة المنزه.
9. مهرجان الأرز 1969، برنامج في ظلال الأرز، منوعات مع المحبة من كتاب النبي لجبران خليل جبران لأوّل مرة.
10. المغرب 1970، منوعات.الرباط: مسرح محمد الخامس الوطني، كازابلانكا (الدار البيضاء): ملعب الثيران.
11. جولة أميركا الشمالية خريف 1971، منوعات لأوّل مرة، تراتيل بلغة السيد المسيح، مختارات من ناس من ورق. نيويورك: كارنيغي هول، بوسطن: سيمفوني هول، مونتريال: قصر الفنون، ديترويت: هيكل المايسونك، شيكاغو: الأوركسترا هول، كليفلاند: ميوزيك هول، بريتزبرغ: كارنيغي هول، هيوستن: جسّي جونز هول، أتلانتا: القاعة السمفونية لذاكرة الفن، لوس أنجلس: شراين سيفيك أوديتوريوم، سان فرانسيسكو: مايسونيك أوديتوريوم.
12. قصيدة حب – منوعات لأول مرة، مهرجانات بعلبك الدولية 1973
13. بغداد وعمّان 1975، منوّعات.
14. معرض دمشق الدولي وحلب 1976، منوّعات.
15. القاهرة، حديقة الأندلس، 1976، منوّعات.
16. لندن ، مسرح البلاديوم 1978 منوّعات.
17. الشارقة، مسرح الأكسبو، 1979 منوّعات.
18. باريس، مسرح الأولمبيا، 1979 وكانت هذه آخر مرّة يقود عاصي فيها الأوركسترا على المسرح.

## البرامج التلفزيونيّة والمصوّرة
أيضا كل الأعمال من بطولة فيروز والفرقة الشعبيّة اللبنانيّة ومن إخراج أنطوان ريمي إلا حيث ما هو مُشار إليه بعكس ذلك مع التوضيح :
1. «حكاية الإسوارة»: مسرحية تلفزيونيّة وهي باكورة الأعمال المصوّرة في تلفزيون لبنان والمشرق أيار 1962 أعيد تصويرها سنة 1967 مع استبدال أغنية «يا محلا ليالي الهوى» بأغنية «يامي ما بعرف كيف حاكاني»..
2. «إيّام التلج»:  برنامج للميلاد كانون الأول 1962،  قصة من وحي الميلاد يتخللها ترانيم وأغانٍ متفرقة خاصة عن العودة، وفيه ظهر عاصي لأول مرّة ممثلاً .
3. «عودة العسكر»: المغناة كما نُشِرَتْ على إسطوانات في أيار 1963 . مغنّاة تحيّة للجيش اللبناني.
4. «الليل والقنديل»: سهرة تلفزيونية 1964 تتضمّن أغاني المسرحية بنفس العنوان ومنوعات مختلفة.
5. «دواليب الهوا»: تصوير كامل للمسرحية الغنائية 1965. بطولة صباح ونصري شمس الدين. إخراج عصام حموي.
6. «قسمة ونصيب»: مسلسل تلفزيوني غنائي من 12 حلقة 1965. بطولة هدى ومحمد مرعي والفرقة الشعبيّة اللبنانيّة.إخراج نقولا أبو سمح.
7. «ليالي السعد»: سهرة منوّعات 1966.
8. «ضيعة الأغاني»: سهرة منوّعات 1966. وبنفس العنوان صيغة مصغّرة ومختلطة من ليالي السعد وتعديلات.
9. مختارات من مسرحية أيّام فخر الدين وأسطوانة عودة العسكر. العنوان الرسمي والتاريخ غير معروف. أواخر 1966 أو 1967.
10. مشاركة ببرنامج «طريق الجهاد» إبّان نكسة 1967 بنشيد «سيفَ فليشهر» و«سنرجع».
11. «القدس في البال»: برنامج ميلادي يجمع بين تراتيل الميلاد وأغاني العودة إلى فلسطين، كانون الأول 1967.
12. «ليلة الهدايا»: سهرة خاصة بليلة الميلاد مع أطفال وأعضاء من الفرقة الشعبية اللبنانية  وممثلين ضيوف، وكانت فيروز هي هديّة البرنامج في الترتيلة الميلادية الشهيرة «ليلة عيد» كانون الأول 1967.
13. «دفاتر الليل»: سهرة منوّعات 1968.
14. «مع الحكايات»: سهرة منوّعات 1970.
15. «سهرة»: سهرة منوّعات 1971.
16. «من يوم ليوم»: 1971 مسلسل غنائي بوليسي من 13 حلقة، بطولة هدى، أنطوان كرباج، وحيد جلال والفرقة الشعبية اللبنانية.
17. «قصيدة حب»: تصوير تلفزيوني تشرين الثاني 1973 لمختارات منوّعات قصيدة حب - مهرجانات بعلبك الدولية 1973.
18. «بترا»: تصوير من المسرح 1977 عمّان، الأردن.
19. «لولو»: تصوير تلفزيوني للمسرحية 1978.
20. «ميس الريم»:  تصوير تلفزيوني للمسرحية 1978.

## الأفلام السينمائيّة
الأفلام الثلاثة من بطولة فيروز، قصة سيناريو وحوار وموسيقى الأخوين رحباني :
1. بيّاع الخواتم 1965 من إخراج يوسف شاهين : فيلم عن المسرحية مع تعديلات بالفقرات وتوزيع موسيقي عام ومستجدّ.
2. (سفربرلك «المنفى» 1967 من إخراج هنري بركات :«السّعادة ما بِتْعيشْ حَدِّ الجوعْ، بيصيبها بالعينْ.. بدنا نْضَلّ نقاتِل.. بالنهاية البلاد لأهلها»): وقد أُرفق بعرض الفيلم تصوير لأغنية «زهرة المدائن» كما قُدمت في مهرجان الأرز1967 ، مثّل فيه عاصي بدور رئيسيّ : «القبضاي أبو أحمد» زعيم المقاومين.
3. (بنت الحارس 1968 من إخراج هنري بركات :«بيدفعوا ثمن الخوفْ وما بيدفعوا ثمن السّعادة»):  مثّل فيه عاصي دور رئيس البلدية.
4. سيناريو أوّلي وتوزيع موسيقي وبعض الألحان، لكن من دون أي إشراف على التنفيذ، لفيلم «ليالي الشرق»1964 إخراج محمد سلمان. بطولة صباح.

## أفلام قصيرة أو مقتطفات
1. تصوير مقتطف من مهرجان بعلبك 1960 موسم العز.
2. وثائقي عن جولة فيروز والفرقة الشعبية اللبنانية في أميركا الشماليّة 1971 بنسختين، من إخراج مورتن باركر.

## مرضه
في 26 أيلول 1972 أصيب عاصي وبشكل مُفاجئٍ بنزيفٍ حادّ في الجهة اليسرى من دماغه، ونُقِل فورًا إلى المستشفى التي أشرف فيها فريقٌ من الأطباء المختصين على دراسة حالته، وقال الأطباء أن هذا النزيف عادةً ما تتسبّب به العواملُ الوراثية أو التدخين المُفرط أو العمل دون راحة. أبلغ الأطباءُ السيّدة فيروز بخطورة وضعه الصحّي وضرورة إجراء جراحة دماغية عاجلة لإنقاذ حياته من الموت، مع الأخذ بعين الاعتبار سوداويّة الاحتمالات التي ربما تنتج عن الجراحة والتي هي : إصابته بالعمى، الشلل، تلف الدماغ .. أو جميعها معًا!
 استُدعي خصيصًا من مونبلييه فرنسا الأستاذ في جامعة الطب، ورئيس قسم جراحة الدماغ والنخاع الشوكي، البروفسور لوغرو، وأجرى له العملية الجراحية، وفوجئ أن الدم المتجمّد بسبب النزيف وصلت سماكته إلى ستة سنتمترات ونصف، كما أن دماغ عاصي كان أكبر حجمًا من أدمغة خمسةٍ وخمسين مريضًا أجرى لهم عمليات مماثلة حول العالم. وصف لوغرو هذه العملية بأنها كانت الأدق والأخطر على الإطلاق بين العمليات التي سبق وأن أجراها، وأن حجم دماغ عاصي هو الذي ساعده على تحمّل وطأة النزيف ومنع بالتالي حصول مضاعفات كانت ستؤدي إلى شلل في سائر أعضائه. استقبل الناس خبر نجاح الجراحة ونجاة عاصي من حالته الصحية الحرجة بفرح كبير، وقُرِعَت الأجراس ورُفِعَت الصلوات بالشكر والسعادة بعد أيامٍ من الترقّب والخوف. وقال البروفسور لوغرو أن مراحل شفاء عاصي ستمتد إلى بضعة شهور!. لكن عاصي كان عصيًّا على المرض، وصنع لنفسه بنفسه معجزةً شفائيّة تعجّب لها الأطباء، فبعد أقل من شهرين خرج من المستشفى يمشي ويردد الكثير من أحاديث الأطباء التي حفظها وهو في الحالة التي من المفترض أنه كان خلالها فاقدًا للوعي.
وفي حادثةٍ أشبه بالمعجزة، وبعد مرور أقلّ من ثلاثة أشهر على أزمته الصحيّة الخطيرة، وبحضور فيروز ومنصور وبعض الأصدقاء، أمسك عاصي بالبزق وانساب منه لحنه الجديد لفيروز «ليالي الشمال الحزينة»، وبدا اللحن حزينًا ونشائديًا، وكان هذا أول لحنٍ يلحّنه عاصي بعد أزمته الصحيّة لمسرحيّة المحطّة التي كان قد كتبها وأنهى جزءً كبيرًا من تلحينها قبل إصابته بالنزيف في دماغه، ليكمل ما بدأه في مسرحيّة المحطّة التي انطلقت عروضها في شباط اللاحق أثناء تواجده في باريس لمتابعة علاجه.
وبعد مرور أقل من أربعة أشهر على حادثة النزيف في دماغه وخضوعه لجراحة قلّما ينجو منها المرضى بصحّة سليمة، كان عاصي قد إستأنف النزول يوميًا إلى مكتبه في شارع بدارو في بيروت، وفي آذار 1973 أي بعد مرور أقل من نصف عام على مرضه، راح يعدّ مفاجأة لفيروز «يا قلبي لا تتعب قلبك»؛ لتفتتح بها مهرجانات بعلبك لذلك العام. تابع عاصي إرشاداته وملاحظاته كلّ ليلة في مكتبه حول «قصيدة حب» وعاد يسيطر ويقبض بيده على كل شيء من الإنتاج حتى الملابس، رأيه في الإخراج، في الرقص، في الضوء، كما كان في السابق، وبقيت موسيقاه محور المهرجان، عدا عن حضوره في كل شاردة وواردة كمؤلّف وملحّن معًا.

## رحيله
في أوائل الثمانينيّات أُدخِل عاصي إلى المستشفى لمرّاتٍ عديدة كانت آخرها في العام 1986، حيث دخل في حالة غيبوبة دامت ستّة شهور. تحدّث عاصي في أيامه الأخيرة عن الماورائيات، وخاطب كيانًا أسماه "الكبير"، وقال له : افتحلي افتحلي، قتلني الصّفير، والبحر مالو صوت، دخيلك افتحلي..الكتابة الشعرية عذاب، التأليف الموسيقي عذاب، الحياة عذاب، الموت هو تاج الحياة".
رحل عاصي يوم السبت 21 حزيران 1986، في يوم عيد الموسيقى، وفي أول أيام الصيف، وفي عيد الأب ورقد في مثواه الأخير في لبنان، لبنان الذي عرفه «أخضر حلو عَ تلال»، وعشقه حتى صار «حكاية القلب وحنين البال»، ولأجل ذلك، بقي طيلة عمره يُقيم في لبنانه رغم سنوات الحرب الأهلية، لم يغادر ولم يهاجر، وعند سؤاله عن سبب بقائه في لبنان أجاب : «كتبتُ عن التعلّق بالأرض والتشبّث بها كيف سأذهب! جوّات نفسي عندي شعور إنّي بكون محمي أكتر لو بقيت بوطني وبضيعتي إنطلياس».
في نفس التاريخ من كلّ عام تمتلئ الصفحات المطبوعة والإلكترونية بالمقالات والقصص والرسائل التي تستذكر عاصي، ويحتفل جمهور السيّدة فيروز سنويًا في «يوم عاصي»، ويستذكرونه بمقولته : «وأعرف أنّي باقٍ ككوكب بعيد يلمع في الصّبح .. كدخانٍ يصعد .. يصعد»

## أوسمة
1. وسام الإستحقاق اللبناني المُذهّب من بعد مهرجانات بعلبك 1957.
2. جائزة الشاعر سعيد عقل، خريف 1966 عن مسرحية أيام فخر الدين.
3. وسام الإستحقاق السوري من الدرجة الأولى أيلول 1968 من بعد تقديم مسرحيّة الشخص.
4. وسام الأرز اللبناني من رتبة ضابط أكبر، في منزله بالرابية، كانون الأول 1985.

## إستعادات / أعمال تكريميّة جديرة
1. إسطوانة (إلى عاصي) عام 1995 : إعادة توزيع موسيقي وغنائي لزياد الرحباني وغناء فيروز. في كُتيّب الأسطوانة آراء موسيقيّة خاصة لعاصي، يوصي بها.[16]
2. فيلم وثائقي (كانت حكاية) عام 2009 : تحدّثت فيه فيروز عن عاصي في ذكراه الثالثة والعشرين، مع مقتطفات من حوارات أرشيفية لعاصي، فبدا الفيلم وكأنه حوارٌ يجري بينهما. تصوير وإخراج ريما رحباني.[17]
3. يوم عاصي 21 حزيران 2015 (كانت حكاية ورح تبقى..) في مسرح البلاتيا – ساحل علما، لبنان : في الذكرى التاسعة والعشرين لرحيل عاصي الرحباني، حضر عدد كبير من الفيروزيين الذين توافدوا من مختلف أرجاء العالم لمشاركة ريما الرحباني في «يوم عاصي»، حيث أُقيمَ معرض على شكل مغارةٍ من الذكريات أو ممر زمني في حياة عاصي الفنّية، يتضمن محطاتٍ مضيئة وبارزة في مسيرته، جسّدتها سمعيًا وبصريًا المواد الأرشيفية المعروضة على جدران الممر الذي ينتهي بصالةِ عرض تابع فيها الحضور فيلم (كانت حكاية) كما وعُرِضَت وللمرّة الأولى مقتطفاتٌ من حفلة لندن، مسرح البلاديوم 1978، من تصوير ليال الرّحباني، ووُزِّعَ في هذه الاحتفالية كُتيبٌ خاص جَمعَ بعض مقولات عاصي وآرائه وفلسفته الفنيّة والجمالية. [18]

## اقتباسات[4]
فيما يلي مجموعة من العبارات والمذكّرات التي قالها وكتبها عاصي الرحباني خلال حياته حول قضايا فنية وجمالية وإيمانية وشخصية، وعن فيروز، المغنّية والزوجة والمُلهِمة :
- «لا أستطيع أن أعيش دقيقة واحدة بلا تلحين وعطاء»
- «الفن واسع جدًا ، والوقت محدود .. الفن كبير ، والوقت صغير»
- «ما بعتقد إنّو بالفن في وصول. في مَشي.. بدّو يضل يمشي الواحد. وهالدَرب اللي هيّي ما إلها آخِر، بالواقع هيّي درب الحلم. لأن بيضَل يِحلَم الإنسان يلاقي إشيا جديدة ع الطريق وبيعرف إنو مش رح يوصل لنِقطة مَسدُودة.. ولهالسبب، الأمنية دايماً، إنو يضل يمشي الإنسان، يضل يقدر يمشي لقدّام.»
- «مش ضروري الممكن .. ضروري الأحلى»
- «ليس لأي عملٍ فنّي قاعدة معيّنة»
- «المسرح، لأنّو هارِبْ، فَهو أجْمَل الفُنون..»
- «التوزيع والتفريع والهارموني كلها مهمّة، يجب أن تدرسها وألا تتكل على الموهبة العفوية فقط، وبعد أن تدرسها وتنساها تصبح موجودة لا واعية، تمامًا كالموهبة العفوية التي تُنتِج النغمات الأساسية»
- «يوجد فرق نوتة واحدة، قبل أو بعد، صعودًا أو هبوطًا .. بين الأغنية السخيفة والأغنية البسيطة، الأغنية البسيطة هي الشعبية، والشعبية هي أرقى صفات الموسيقى وليست النخبوية، يمكن للأغنية السخيفة أن تكون شعبية لفترة قد تطول، ولكن الوقت يصفّي البسيط من السخيف .. فيبقى ما لا يموت»
- «أنا ضد تصنيف الإشياء بمدارس معيّنة وبعدين الواحد يحبّها .. بحب الشّعر الحلو اللي فيه جمال»
- «الموسيقى هلّق من أحلى فترات حياتها»
- «الفنان الحقيقي هو المخلص، هو الإنسان اللي بيحاول يعبّر عن حالو بأمانة وبإخلاص»
- «أنا بحب الإخراج الخجول، ما بحب الصرعات ولا بحب الإفييات»((effects
- «فيروز هي الصوت الذي يستطيع أن يحمل كافة الأفكار التي كنا نحب أن نحمّله إياها»
- «منذ أن غنت فيروز وهي تملك طابعاً خاصًا، جعلت الأغنية مركّزة، وغنّت مشاعر متعددة، وألغت التكرار»
- «إن لدينا فيروز وهي الصّوت الذي يستطيع حمل الرسالة، فهل نهمله لأجل الدخول في تجارب جديدة؟»
- «أنا أعترف بشيء يُهيمن دائمًا على صوت فيروز.. وهو شخصيّة صوتها الإنساني»
- «الكل شيء : هي، الكل شيء : صوتها، الكل شيء : وجودها»
- «دايمًا في أجيال بدّا تيجي، وولاد يلعبوا بالشمس..لازم الناس تفرح»
- «يستطيع الإنسان الاحتفاظ بالطفولة فيبقى تلميذًا أزليًا لا يكبُر حتى لو شاب شعره وشارباه ولحيته»
- «أنا أؤمن بالله، فهو الذي يرتّب الأشياء بنظامٍ دقيق وعادل وقوي ... أنا مؤمن»

## قيل في عاصي
بدءً من العائلة وثُمَّ حسب التسلسل الأبجدي :
فيروز
"عاصي كان ديكتاتورياً في الفن دائماً. هناك قرار يجب أن يأخذه أحد. وهذا الأحد كان دائماً عاصي. دائماً كان هناك الكلمة الأخيرة في النص الغنائي والموسيقي والمسرحي والإخراجي. هذا الكلمة الأخيرة كانت دائماً لعاصي.
"كان المؤلف في أغلب الأحيان وكان المقرر في كل الأحيان سلطته لا يتجرأ أحد على أن يعترضها".
" طبيعة العمل كانت تفرض قسوة ، وعلى الجميع كان يمارسها".
عندما كان يؤلف ، لم يكن يأكل ولا يشرب ولا يستريح. كان سريعاً في الكتابة. والمشهد الذي يعذبه يتجاوزه إلى مشهد آخر ثم يعود إليه. عندما ينتهي من قطعة ما أو جملة موسيقية أو أغنية ينصرف إلى أطيب المآكل.
"كان دائماً مشدوداً إلى عالم آخر، إلى وطن يرسمه أجمل من كل الأوطان. كان كثير الأسئلة . يصيب الجميع بالإرهاق وهو "يشارعهم" أي يجادلهم وكان يلقب نفسه بـ "المشارعجي". كان يحاول أن يجد جواباً عن كل شيء. أجوبة الآخرين غالباً ما كانت غير مقنعة وعميقة بالنسبة إليه. كان يستدرج الجميع عبر الأسئلة لأن جواباً ما يريد أن يعرفه وحده. جاء ليعرف كما كان دائماً يردد. "جينا تا نعرف" لذلك كان كثير الشك والقلق وهو مأخوذ بأشياء لا يعرف ما هي ينظر إلى شجرة ولا يراها. يتطلع دائماً إلى مكان غير موجود".
كان عاصي الحائط بالنسبة لأصحابه وأفراد عائلته ، وهكذا كان يُسمي نفسه. الجميع استند إليه. والجميع إحتمى به. والجميع استراح إليه. أعطى حبه للجميع. إسمه للجميع . وأكثر من يعرف ذلك هو منصور.
ضحكت مع منصور أكثر مما ضحكت مع عاصي. كنا معاً تحت سلطان ذلك الفنان العظيم الذي إسمه عاصي رحباني.
يخططان ضدك معاً. عاصي فيه القليل من الأذى ومنصور فيه الكثير من الدهاء. منصور يتقن إخفاء ضعفه وعاصي يعلن ضعفه.
منصور موسيقياً ، شرقياً ، أرستقراطياً ومؤمناً. يحب الجمل التي يصفق لها الناس أو يضحكون ليطمئن إلى أنه استطاع أن يصل إلى أعماقهم – عاصي كان يرفض ذلك.
عاصي هو اللي كان، وبعدو ما راح يكون...
عاصي في الفن، لا يتنازل عن أن يكون ديكتاتوراً. ديكتاتور على نفسه قبل أن يكون ديكتاتوراً على غيره. وهناك نعمة في ديكتاتوريته الفنية هي الشك. الشك الذي يساهم كثيراً في عملية خلق الجمال الفني. من هنا نقول إن عاصي يحب "الصعب" الذي يخلق الجديد والبساطة، وراحته في الفن عظيمة لأن عذابه عظيم. هناك أشخاص يقتربون من النهر، لكن عاصي أقرب إلى النبع. (1983)
قالت فيروز (بالعامية): «حزن عاصي أكبر من مرضو وأخطر. الإنسان لمّا بيشوف حلم عمّ يتحقق، وفجأة بينكسر هالحلم، بيحزن، وشي بداخلو بينزف، وما بيوقف... ».
منصور الرحباني
أما الراحل منصور الرحباني، فقد أضاء على ميّزات عاصي الفنان والإنسان، في أكثر من لقاء إعلامي. في عام 1987، أوضح منصور أمراً مهماً في شخصية عاصي الفنية المسرحية: * كنا نسميه "ًأبو زياد المنطقي".  «لم يكن عاصي يؤمن أن الكاتب «ينزل عليه الوحي». النبوغ والتقنية هما الأساس في نظره. ويكفي الكاتب الجو الهادئ ليكتب، وفي أي مكان. كان عاصي أحياناً يقفل مكتبه ثلاثة أو أربعة أيام ويكتب مسرحية كاملة. مسرحية تحتاج طبعاً إلى تنقيح وتعديل. «لم يتأثر عاصي بأحد، غير أنه اختزن الفولكلور، والموسيقى الكلاسيكية الأوروبية، والموسيقى الشرقية، والبيزنطية، والسريانية المارونية، والتواشيح. لكنه لم يكن ينبع إلا من ذاته، فأعطى الفن المميّز». وأيضاً في تناوله محور المسرح الرحباني، قال منصور: «الإنسان هو الأهم في المسرح الرحباني عند عاصي. هذا الكائن البشري، المقهور والمعذّب في الوجود، كان كل همّه».
* كان عاصي يقيم حلقات النقاش وجلسات البحث وخصص اسبوعياً يوما للسياسة ويوما للاطباء ويومين لـ"المختبر". (1987
* عاصي كان انساناً متمرداً، وفيه تكمن قيمته الإنسانية، كان يعي ان الإنسان مسحوق، منذ الأزل فثار على الوجود والأوضاع، برغم حزنه الدفين في نفسه وهب الفرح والسعادة. 1988
* كان عاصي متعلقاً بفيروز وبعائلته. كان بيتوتياً.
أحب عائلته جداً، فوزّع حبه ما بينها وبين عمله، احياناً كثيرة كان الفن يأخذه منها، فإحساسه بمسؤولية النهضة الفنية الملقاة على عاتقه كان يحثه على العطاء الأفضل. 1988
* عاصي، وبالرغم من دراسته الموسيقية المعمقة، لم يستلهم الا ذاته وشعبه. كان يتنزه في الغرابة، وفي الشغف بالحقيقة، فالفن عنده هو ابن الصعوبة، وابن الوعي، وان المعرفة هي تَذَكّر. كان دائم القلق، لا يرتاح إلا حين يستغرق في التأليف أو في جلسات الجدل. (21/1/1995)
"بس تأكدي إنه إطلاقة صوتها بهالشكل اللي تميّز فيما بعد . هيدي شخصية شخص إسمه عاصي الرحباني . سكبه بهالصوت . صوت فيروز .. صحيح إنه مهم بس مشغول كتير لحد الرهافة . والتجارب اللي مرق فيها صوتها . مش معقول يمكن بعد . صوت تتاح له الفرصة إنه يمرق فيه . لذلك فيروز حالة لا تكرر ."
مقابلة إذاعة لبنان – إعداد حسن عيد
مناسبة غياب عاصي الرحباني وهي فعليا سجلت في 9 ك1 1983
تقديم ساميا فغالي – حسن سعد – نادر كبي – نوال حجازي
"دائماً يتنقل بسرعة... يتحرك بسرعة ... يلحن بسرعة ... يلتهم الحياة بسرعة ...
آخر الحانة كانت لخمس حلقات عن الشعراء العرب ، إنها رائعة .. ضخمة ... أوبرا ... أنجزناها معاً للتلفزيون !
عاصي لم يكن يؤمن بأن الكاتب "ينزل عليه الوحي" .. النبوغ والتقنية هما الأساس في نظره ، ويكفي الكاتب الجو الهادئ ، ليكتب ، وفي أي مكان ... عاصي كان أحياناً يقفل مكتبه ثلاثة أو أربعة أيام ، ويكتب مسرحية كاملة ..
ما كان عاصي ليحكي بغير الفن . وما كان ليشغله أي شيء سواه ." - مجلة الشبكة /  ذكرى 1 عاصي الرحباني (1987)
"أنا لا أستطيع إلا أن أكون صريحاً . عاصي الرحباني أولاً شخص مثقف متمرس بقواعد اللغة العربية بشكل لا يُعلى عليه . ثم عاصي كشاعر دراماتيكي . أتصور انه الأول في القرن العشرين . لم يمر مثله لا هنا ولا في العالم . الشاعر المسرحي هو الذي يقدم أغراض المسرح . احتياجات المسرح على الغنائية .
كنت أحياناً أنساق في التيار الشعري وأنسى احتياجات المسرح فيعترض عاصي ويقول لي "أطرد الشاعر مما تكتب ". كان يريد الشعر الدراماتيكي الذي يخدم أغراض المسرح قبل كل شيء.
انني أقول إظهاراً للحقيقة وإنصافاً لعاصي . أنه لم تمر طاقة شعرية دراماتيكية مثل عاصي . لا هنا ولا في العالم في هذا العصر.
كان عاصي رائعاً . كان يكتب العالي جداً والشعبي جداً في المسرح . وفي الأغاني كانت أغانيه التي يؤلفها "تلقط" الناس بشكل مرعب . أنا لا أريد أن أقول أيها لعاصي وأيها لمنصور.. لكن إنصافاً لعاصي أقول ما قلته ." - مجلة الحوادث 25 ك2 1991
"نكون أو لا نكون ، تلك هي المسألة ". أنا لا يهمني بمن تأثر هذا الشاعر أو ذاك ، من أين أتت ينابيعه ، إلخ .. ما يهمني ، هو ماذا أعطاني هذا الشاعر أو ذاك ، وما هي نسبة التجدد في شعره .
أنا أعرف شاعراً لم يتأثر بأحد ، وهو من أهم الشعراء في العالم ، انه عاصي الرحباني ، وخصوصاً في مجال المسرح . وباستطاعتي التأكيد انه لم يأت شاعر مسرحي بحجم عاصي الرحباني في هذا العصر . أكان هنا ، أو في العالم ، وأقول هذا الكلام على مسؤوليتي .
عاصي الرحباني لم يتأثر إلا بالوجود ، والطبيعة ، وبحزن الآخرين وفرحهم .. عاصي نسيج وحده .
.. لقد سبق وقلت ، ان عاصي هو من أكبر الشعراء ومن أكبر الموسيقيين أيضاً ، وما زلت عند كلامي ، وأنا المسؤول عن هذا الكلام .
واعترف بأن نتاج عاصي الشعري أكثر من نتاجي ، وكذلك نتاجه الموسيقي . عاصي حالة مهمة ، فهو شاعر وموسيقي وقائد أوركسترا كبير ." - مجلة الأسبوع العربي 28 ت1 1991
"هناك كلمة قالها عاصي ، وأتصور أنها مهمة جداً .. قال لي : "يا منصور الإنسان يبدع من العشرين إلى الخامسة والعشرين ، ويقضي كل عمره في شرح أفكاره وتعميقها ". وربما كان ذلك صحيحاً.
أريد أن أوضح أن عاصي أهم مني كشاعر بكثير ، ويجب أن أعترف بالحقائق وأن أكون منصفاً ، لأن الكثيرين يعتقدون بأنني الشاعر وعاصي الموسيقي ، الحقيقة نحن الإثنين نكتب الشعر ونكتب الموسيقا . وعاصي أهم شاعر "دراماتيكي" مر في هذا العصر ، ليس في الشرق فقط ، وإنما في العالم كله .
نعم ، كان عاصي يكتب بالفصحى ." - مجلة الشروق 8 ايلول 1993
"توقع الكثيرون لعاصي أن يكون في المستقبل شاعراً أو فناناً ، في حين قال آخرون إن منصور لا بد أن يكون مستقبلاً قاطع طريق .. وكانت كل المظاهر تدل على أنني متجه حتماً إلى السجن . وفي سيرتي الذاتية مشاكل كثيرة ، في حين كانت سيرة عاصي مختلفة تماماً . وفي اللعب ، كان عاصي متقدماً دائماً ، كما في سواه ، وإلى زمن غير بعيد ، وحتى بعد أن أصبحنا مشهورين ، كنا إذا اختلفنا في الرأي حول هذه الجملة الموسيقية أو الشعرية ، كانت جدتي لوالدتي عندما يتناهى إليها شجارنا ، تقول لي : أخوك أكبر منك ، إسمع منه "عالعمياني".
كان عاصي متشدداً في أمور كثيرة منها أننا قررنا أن نحتفظ بكرامتنا فلا نغني في عرس ، أو نمدح شخصاً ، أو نتهاون في موقف . غنينا الشعوب والقضايا ولم نغن شخصاً أو أشخاصاً . تعرضنا لضغوط مختلفة حتى نمدح فلم نخضع .
كان يمضي نهاره وليله في الكتابة ، وإذا لم تكن هناك كتابة فقد كان يجمع الأصدقاء ويتناول الطعام معهم . وكان يحب الجدل ..
كان عاصي شاعراً كبيراً ، ولعله من أهم الشعراء الدراميين الذين عرفهم هذا العصر ، سواء في عالمنا العربي أو في الخارج . كان شاعراً درامياً مسرحياً لا شاعراً بالمعنى الذي يعطيه الأجانب لـ كلمة Lyrique . كان في فترات الخصب التي يمر بها كل فنان ، يشعر بأن لديه ما يقوله ، إنه مشحون ، كما كان يقول بأفكار ، فما أن يضع هذه الأفكار على الورق حتى يتحول إلى إنسان عادي ، وكان قادراً بإستمرار على التقاط نبض شعبه .
كان برغم مظهره القاسي حنوناً وعاطفياً ، كما كان شخصية قلقة لا تخفي هواجسها من الموت . وبعد المحنة الصحية القاسية التي أصيب بها في سنواته الأخيرة كان يردد أن ذرات الإنسان العظيم المتفوق تظل تشع إلى سنوات طويلة ، وأن العلم في مستقبل أيامه سيتوصل إلى جمع ذرات عباقرة مختارين مثل نابليون أو نيتشه ويتمكن من إعادتهم إلى الحياة ." – أخي عاصي الرحباني / مجلة العربي حزيران 1997  
زياد الرحباني
البداية كانت في البيت حيث كنت أعيش مع والديَّ، والوالد يعمل على تأليف معظم ألحانه الرئيسية في هذا البيت، صحيح كان، مع عمي منصور وآخرين، يعملون في مكتبهم في منطقة بدارو، حيث يختبرون بعض التوزيعات ويتناقشون حولها، وحيث يجرون فيه تمرينات للعازفين والفرقة. أما الجهد الأساسي والأفكار الأساسية فكانت تتم في البيت. ومن هنا بدأتْ التأثيرات الأولى تتفاعل من خلال سماعي للوالد عندما يكون مشغولاً، في البيت، بتأليف شيء ما.
وأعتقد الآن أن أفكاري الموسيقية، في تلك الفترة الأولى من بداية عملي المستقل، لم تكن ناضجة ومتبلورة بعد، حيث كنتُ في طور التجريب للكثير من المدارس التأليفية ولدرجة التخبيص أحياناً. فعندها كنت أُسْمعه بعض مقطوعاتي، كان يشعر كأنني أشرد بحو الغربي، فيبدأ بتحذيري من التطرف في إدخال التجارب الغربية بشكل غير مدروس وغير حسّاس إلى موسيقانا. كان يوضح لي مشروعهم الموسيقي ويدافع عنه دائماً. ويقول لي بأن لا أفكر بأن هذا المشروع هو مجرّد فولكلور وسهل، بل هو مشروع موسيقي متعدّد الجوانب ومن الجيّد أن أتابع هذا النوع من الموسيقى، أعطيك مثلاً على ذلك: مقدمة مسرحية «صح النوم» حيث "Theme" الفكرة الموسيقية الأساسية غير مألوفة من حيث النبرة الإيقاعية وأيضاً الـ"Form"  القالب غير بسيط بل مركب ومتعدد، أما التنفيذ في هذه المقدمة فأسندها لمجموعة الآلات الشرقية الشعبية، وليضفي هذا طابعاً فولكلورياً، في منحى درامي.
كان هاجس والدي، إذاً، أن أحاول أنا إكمال هذه المسيرة الموسيقية والتي لم تكن قد أُستنفدت بعد.
- من الإمور التي تعلمتها في تلك الفترة، هي إبراز الهوية الشرقية الوطنية للموسيقى في تأليفاتي، والتأكيد على هويتي الثقافية أينما وُجدت في العالم. من خلال التركيز على المقامات الموسيقية الشرقية والمحتوية منها على أرباع الأصوات، وإبرازها بطريقة مركبة وغير تقليدية من خلال الكتابة الهارمونية لهذه المقامات.. ومع أن الوالد كان صعباً ولا يتقبّل أي تهاون في الموسيقى، ولا يحبّذ الخلط العشوائي بين الثقافتين الشرقية والغربية، ولكنه كان يُعجب بالكثير من موسيقايَ التي كنت قد بدأت أُكوِّن شخصيتي الموسيقية من خلالها.
- في ذلك الوقت، لم أكن لأدرك أهمية أقواله، وكنت في داخلي أعتقد أنه يريد مني أن أكون نسخة عنه موسيقياً أي كما هو... ولكن لم تمر سنوات كثيرة لأكتشف بأنه مُحق في آرائه وتوجّهاته.
 هناك أمر مهم جداً، وقد يكون أهم شيء تعلمته من والدي، ألا وهو كتابة جملة موسيقية بسيطة وغير معقدة ولكن كيفية الوصول إلى هذه الجملة كان أمراً صعباً ومعقداً. فالوالد كان يؤمن بأن العمل التأليفي على الطاولة هو بالجهد والبحث المتواصل، وليس فقط بالوحي مع أهمية هذا طبعاً... فالوحي قد يعطيك فكرة لحنية صغيرة جداً النواة ولكن لا يعطيك اللحن بأكمله... ومن هنا فالتأليف يتم بالجهد والبحث عن احتمالات أخرى ومتنوّعة لهذا اللحن النواة...
- أعتقد أنه كان يعني ببساطة الجملة أن تكون من دون أي افتعال ليكون الجمال طبيعياً. ولكن إكمال الفكرة البسيطة يتم بالجهد العملي، أي أنه كان ضد التركيب المصطنع في التأليف وخصوصاً في كتابة النسيج الهارموني... المهم أن تستخدم كل هذه التقنيات في اتجاه أن تظلّ داخل العفوية والبساطة.
الموسيقى التي كتبها الوالد. فعندما تنظر إلى ورقة النوتة Score تلاحظ ان الكتابة سهلة جداً، فتعتقد أن الذي كتبها مؤلف مبتدئ، ولكنك تندهش عندما تعزفها، لتكتشف أن هذه الكتابة البسيطة أو السهلة جداً من حيث كتابتها هي جميلة جداً عند سماعها خُذ مثلاً مقام نهوند على درجة «دو» أو do-minor فقد ألّفوا على هذا المقام الكثير والكثير من الأغاني والألحان، ولكن كلها مختلفة عن بعضها ولا تُشبه بعضها البعض، وهذا دليل إضافي على رُقيّ اللحن عندهم وقدرتهم على استنباط ألحان بسيطة وجميلة، هذا ومع أنهم لم يستعملوا تقنية الموسيقى الـ«أتونالية» ATONALE.
- ولكن، في الوقت نفسه لم يكن الوالد يطيق الايقاعات والجمل المربّعة!... المتساوية...
<- في حين هو يتكل أكثر على عفوية تطوير الفكرة في مرحلتها الثانية أي التوزيع الموسيقي، وقد يعدّل كثيراً أثناء التسجيل... فبالنسبة له كان اللحن الأساسي، الميلودي melody. هو المهم. والأهم أن تنسجم الميلودي مع الناس...
ولكن اللافت هو، حتى أثناء دراسته كان يشذ عن تطبيق القواعد الصارمة للتوزيع الهارموني، فكان مثلاً: لا يُطيق البعد الثلاثي Third Interval ولا يحبّ استعماله أبداً. وإذا أردت أن تلاحظ هذا الشيء بوضوح فاسمع أغاني «البعلبكية» فهي مختلفة جداً، فهي من توزيعه هو وحده، وفيها يعتمد أسلوب الـPedale، أي أسلوب الباص المديد: وهي أصوات لا أكورية، ثابتة في مواقعها وممتدة عبر عدة خانات موسيقية. فهو باستعماله هذا الأسلوب يدافع عن اللحن الأساسي ومبدأ تطابق الصوت أي UNISON، وطبعاً التوزيع للآلات على أساس اللون Tembr.
- يعني شيئاً يشبه الموسيقى البيزنطية... فهو يقول بعدم الإكثار من التوزيعات الهارمونية، التي هي شيء يأتي في الدرجة الثانية، وأما الأساس بالنسبة له فهو اللحن الأساسي.
«عاصي إعتبر المرض الذي أصابه عقاباً من الله ، لأنه كان يستأثر بالعمل وحده» 
«اكتشفت ان كل هذه الألحان التي تعلقت بها ، عند الرحابنة ، اكتشفت أن عاصي هو الذي عملها . من هناك صرت أعرف أهميته. عرفت ان هذا الرجل ، يضرب على ذات الموضوع ، ويعرف تماماً ، الذي يريده ، من الموسيقى العربية. كان يرى شيئاً محدداً ولا» يخرم«(بمعنى أنه كان يصيب دائماً) يرى ان القضية هكذا ، ويذهب إليها على هذا الأساس. وفي النهاية . يحفظ كل البشر الحانة.» 
ريما الرحباني
"علاقتي ب بيّي كانت كتير خاصة انا الوحيدة اللي بقيت بالبيت. نحنا عيلة الكل بيعرف إنّو تفرّقنا كتير واجتمعنا كتير، وانا الوحيدة اللي عشت معو كل المراحل رافقتو بكل اللي مرق فيه وكنّا كتير صحاب. كنت الصديقة اللي بيحكيلا وبيشكيلا كوننا بقينا فترة من الزمن انا وإيّاه لحالنا.
كان في قعدات ليليّة نتجادل نتناقش نتشارع نحكي ماورائيّات.. يحكيلي قصصو مشاكلو هواجسو. إقهرو يقهرني نحرقص بعضنا نتسلّى ببعضنا. نعمل قرّادة.. وليليّة كان في محطّة قراية، كنت إقعد إقرالو أعمال لا تعد ولا تحصى ما تنفذّت كاتبا بخط إيدو وخطو كان كتير زغير من الصعب فك رموزو. وأوقات كنت إقرالو إشيا انا كاتبتا.. كان يهمّو رأيي دايماً يسألني رأيي بإشيا كتيرة وبالشغل. كان محمّلني مسؤوليّة من انا وزغيرة ومعوّدني ع الصراحة مهما كلّف الأمر وع الاختيار.
لمّا كان موجود كنت حسّو بيّي أكتر.. مدري كيف الإنسان دايماً بيحس أهلو تحصيل حاصل، خاصة إذا كان عايش معن. ف لأني كنت معو كل الوقت ما كنت فكّر فيه أو قدّرو أو إستوعب مين هوّي. اليوم صرت بشوفو أكتر هالإنسان العظيم والمهم اللي بوقتا كان بيّي وكنت إقعد جادلو وناقشو وناقمو قد ما عنيدة وصريحة ومتل ما كان يحبّني كون.. كنت حبّو كتير صرت حبّو أكتر.
ومتلي متل ملايين الناس اللي ربيو على هالفن وحبّوه لأن حسّوه وما إحتاجوا لا لتحليلات ولا لفلسفات.. هيك فات ع قلوبن ببساطة وما عاد طلع منها. متل ما بتقول فيروز!"
أم كلثوم
(في الستينات قام وفد من نقابة الصحافة اللبنانية بزيارة مصر في عهد الرئيس عبد الناصر ، ولأن صداقة حميمة تربط أم كلثوم بأحد الصحافيين . فقد زارها الوفد الصحفي وأصرت مطربة الشرق أن تستبقيه على العشاء. وبعد انتهاء العشاء جلست ام كلثوم ولأول مرة تنشد معهم أغنية «عتاب»، التي غنتها فيروز من الحان زوجها عاصي . ولما إنتهت ام كلثوم من الإنشاد نظرت إلى الحاضرين وقالت :
«إيه ده عاصي الرحباني أنس أم جن ؟ ... ايه الملحن العظيم ده».
وكانت هي المرة الأولى التي تغني ام كلثوم أغنيات غيرها .)
أنسي الحاج
«كم أغنية كتبت؟.. ألف؟.. و20 ،21 مسرحية غنائية؟.. وثلاثة أفلام؟.. واسكتشات؟.. بالكيلو؟.. وأناشيد؟.. وغزل لم يسمع أحلى منه؟.. وحنان لم يُبلغ إلى شفافيته؟.. وسهر على التلحين حتى الصباح وشغل بالكتابة مميت وتفجير الحياة من لا شيء وخلق الجمال من العدم وخلق فنانين وفنانات أحيانا مما هو تحت العدم؟.. ولماذا كل هذا العناء يا عاصي» لهذا"؟.. "لهؤلاء"؟.. ألهذا ولهؤلاء أعطيت حتى الموت؟.. ألكي ينفجر دماغك ثم وطنك فعملك فكل شيء من حولك ويصبح غبارا ووحلا؟.
لا أحد يعرف خيبة أملك أكثر مني. ولعل أقسى ما في علاقتنا أنني لم أفهمك يوما كما بدأت أفهمك بعدما باعد بيننا القدر. ألم تزل على كلامك؟.. على"الليل والقنديل«؟.. و» جسر القمر«؟.. و» بياع الخواتم«؟.. و» فخر الدين«؟.. و» هالة والملك«؟.. و» جبال الصوان"؟.. على أغانيك؟ ساعدني!...
وجودك بيننا، ولو مريضاً ومعطلاً، وجودك كان طمأنينة .
كان رسالة أمل باق، ضوء خفيف .
لقد كنت ياعاصي أكبر فنان في الشرق. كنت خالق أغنيات وخالق شخصيات وعوالم. ولم يستطع شيء ولا أحد أن يريحك. لأنك كنت شاهد حق وشهيد حلم.
كان عاصي الرحباني فنّاناً شموليّاً يمتلك رؤيا متكاملة من أعلى الهَرَم إلى أدنى حجارة القاعدة. لم يكن يحتاج إلى أكثر من معاونين ومنفّذين وبالأكثر متواطئين مشاركين في النظر والتطبيق، باستثناء فيروز التي تَحقَّق له معها، صوتاً وحضوراً عاماً وخاصّاً، أكثر ممّا يحلم شاعر وملحّن ومعمّر عوالم جماليّة بأن يَنْعم به. لقد حظي معها بكمنجته الفضلى، كمنجته الوحيدة من نوعها، الكمنجة والبُزُق والقانون والناي والمزهر والبيانو وسائر ما يُرى وما لا يُرى من أوتار التعبير، فأشبعت فيه كلّ جوع إلى الإفصاح، من الإيحاء إلى الهتاف، من الظليل إلى الساطع، من أنعم الهدهدة إلى أشدّ التجييش. واعترافٌ بضخامة دور ذلك العملاق الذي لم يعادل عبقريّته سوى تواضعه.. عاصي هو الذاكرة الثانية. لم يوجِد فولكلوراً في قلب الفولكلور فحسب بل أقام منائر للأمل في غابة الوحشة. والأرجح أن عاصي لو دامت له العافية والحياة لما لحّن إلّا للغناء وللحّن أوّلاً ودائماً لفيروزه الرائعة. يقول، وتغنّي فيروز في نهاية «صحّ النوم»: «رميتْ السعادة للناسْ زَهّرِتْ بإيدي» صحيح يا عاصي؟ خلناك، خصوصاً منذ «جبال الصوّان»، قد داخلتك الأسئلة ذات الغصّة. وفي مرضك وصل القلق إلى حدّ «الهدير الدائم». لم يسعفه هدير عطائك. لم تمسحه محبّة الناس. ومن إيمانك بالحبّ، إيمان العقود الأولى، رحتَ تجاهر بإيمانٍ بديل هو الإيمانُ بالفنّ وحده. نسيت شيئاً، وهو أن إيمانك ذا الوجهين كان منذ البدء هو نفسه: لا حبّك كان لحظة واحدة بدون فنّ ولا فنّك لحظة واحدة بدون حبّ. أنت هو جسر القمر، رفعتَ الجسر، وأضأتَ القمر، وسوف يظلّ يضيء."
«العبقري الذي منذ عشرين سنة وهو يعطي بلادنا العافية والخير ، والذي بيديه كتب كل مجد الفن في هذا الوطن .» 
"لكون عاصي الرحباني فناناً شاملاً موسيقياً وشاعراً وملحناً ومسرحياً وقائد أوركسترا ومخرجاً وممثلاً ، فإن هذه الأدوار العديدة أقامت نوعاً من الرقابة لكل من هذه الأدوار على الأخرى ، وكل دور من هذه الأدوار يستطيع أن يغني الآخر .
تعدد المواهب هذه – حتى في التاريخ لا وجود لها عند شخص ما جعل من عاصي الرحباني شخصاً عبقرياً وخلاقاً ، فهناك جمل لعاصي أصبحت أمثالاً سائرة ، نحن أحياناً نحسبها فولكلوراً ، وما هي بفولكلور . هناك قبله سيد درويش ، وأنا أشك أن تكون المقارنة لمصلحة سيد درويش ، لأن عاصي أضخم ، وكذلك مسرحياً .
عاصي كان يكتب مسرحية في ليلة واحدة .. ودون أن يشخط بقلمه على ورقة واحدة ."
«عاصي الرحباني رمز للفن الجميل ، الفن البريء والصافي والذي لا يريد أن يرى إلا الجمال . أغنية عاصي الرحباني أغنية تتعمد النظر إلى الجمال ، تتعمد إلا تكون إلا صلاة للحب ، للمصالحة ، للرضى ، للطفولة والبراءة . عالم عاصي الرحباني الفني ليس عالماً ملعوناً. وانا كنت وعشت شاعراً ملعوناً. عاصي عرف المرارة كثيراً في حياته لكنه تعمد أن يكتب الجمال والطمأنينة . لأنه كان يملك نظرة خاصة إلى الشعر والموسيقى والجمال ، نظرة تختلف تماماً عن نظرتي ، وهذا ما جعلني مسحوراً بعالمه.»   
«هاجس عاصي كان المعرفة . في عنده مقطع في أوبريت» جسر القمر«. أظن للكورس» بدنا نعرف نحنا جينا تا نعرف" . عنده تكرار لهالهاجس بأكثر من عمل .. في عنده رغبة بالمعرفة . وهالرغبة هيدي .. هالحشرية كانت تتجلى بأحاديثه اليومية حتى عالعشا وعالغدا ، هو وعم يسوق سيارته ، هو وقاعد بالمكتب عم يتساير مع أصحابه . دايماً عاصي كان حشور .
عاصي كان ما يقدر يرتاح ، ما يقدر ينام إذا ما وصل لما يظنه هو إنه الحقيقة . وهالقلق توصل إنه يحب قلقه عاصي ، توصل يتكيف ويعاشر هالقلق اللي عنده إلى حد الصداقة . وعوض ما القلق هيدا يزعجه صار يولدله .. صار يشكل عنده مصدر إذا فينا نقول من مصادر الخلق.
عاصي كانت تقلقه الحياة . كان يقلقه الموت . كان يقلقه الحب .كان يقلقه البغض .كان يقلقه الخير . وكان يقلقه الشر. كان بده يعرف ليش تبع الإشيا دايماً. ومتعب كان عاصي بالموضوع . واللي ما يستيطيبوا النقاش النظري كانوا يتضايقوا من الحوار معه .. إنه بدّه . ما بيتحدث حديث صالون عاصي إنه يحكي تا يحكي . بدّه يحكي تا يوصل لنتيجة .
عاصي رحباني كان يحكي الحكاية لحاله أكثر مما يحكيها للناس لهالسبب كانت حكايته حلوة لأنه قبل ما يبسط الناس كان عم يحكي حكاية لنفسه . عاصي كان يكتب .. ع فكرة كان قدران يكتب كل يوم حكاية . كل يوم مسرحية . لو ترك .. نهر متدفق . يعني قوة من الطبيعة عاصي الرحباني . متل ما تعودت قول عنه . يعني مش فنان متل ما منعرف . الفنانين اللي منعرفن أو متل ما منعرف حالنا كتاب .. نحنا منقعد تا نكتب مننحت ومنهلك تا نكتب جملة . عاصي كان بدِّك تمنعيه من الكتابة مش تجبريه على الكتابة . يعني كان بحالة كتابة دائمة وكتابة عفوية متدفقة . كلها نضارة وكلها ظرف وكلها جمال .
بشخصية عاصي الرحباني إنه .. ولو كان عنده يقين بأمر ما 100% . إذا إنوجد قدامه شخص على خلاف معه بيجرب يعرف ليش هالشخص غير شكل عنه .. يمكن هالشخص يكون هو على حق أو على شيء من الحق . إذا كان على شيء صغير من الحق ، عاصي الرحباني بيقلق .. إنه طيب فإذن انا كنت غلطان . كان كتير يخاف إنه يكون غلطان لأنه نظرته سواء بالفن أو بالحياة العامة والخاصة كانت نظرة تريد أن تكون دائماً شاملة وشمولية وإنسانية. والنظرة الشاملة بضرّها كتير التجزئة والنواقص – النقصان - ما فيها تكون . إذا ناقصة من مطرح بتبطل شاملة لهالسبب كان عاصي يحرص إنه دايماً يشهل نظرته ومفاهيمه ويشوف منين ناقصة إذا ناقصة ومنين عم تتخلف إذا عم تتخلف تا يطورها ." 
انطوان سيف
«كان في مركز صخب الحياة . الشغوف بالجدل والمناقشة مع الناس ، كل الناس . المتفنن بابتداع الحجج والبراهين للدفاع بعناد ولذة عن آرائه ، حتى استظرف البعض تلقيبه» بأبو زياد المنطقي«. ويمضي شهوراً طويلة بدون أي عمل . وفجأة يكدّس أعماله الإبداعية بميادينها المتعددة . واصلاً الليل بالنهار ، والسيجارة بالسيجارة ،» مستعملاً" كل الوسائل ، وكل البشر في خدمة هذا الإبداع . وفي هذه الفترة الإبداعية ، أو الانفعال الخلاّق حسب تعبير برغسون، كانت تظهر حيويته الحازمة والحاسمة التي لا تعرف أي تنازل .
وعاصي الذي تحطم عقله بتحطم دماغه ، وتحطم أمام السؤال المحوري :"ليش صار هيك«؟ اقلع بالميتافيزيك كسفينة فضائية مستقبلية في زمن الانهيارات المتعددة . الميتافيزيك هي» المدى«الوحيد الممكن مزاولته ، والمستحق حقاً ان نزاوله . ويؤسس ما أسماه» المختبر«. وهو تجمع من خمسة أشخاص يلتقون أسبوعياً على أن يكون موضوع لقائهم ، الذي يستمر ساعات ، أفكاراً» جديدة«تتعلق بالميتافيزيك. واستمر هذا» المختبر«أكثر من سنة بشكل شبه منتظم. وبدا لي ، إذ كنت واحداً من هؤلاء الخمسة . ان الإفكار» الجديدة" التي كان يبحث عنها بأصرار وبجدية وبهوس ، لم يكن يريدها إلا لإضاءة قناعات قديمة راسخة في وجدانه .. وفي فنه
وتعرف أن هذا "الشي«وهذا» الكبير«وهذا» الزيح«الذي يبحث عنه ، له في فن الرحبانية أسماء عديدة : ساكن العالي ، نبع الينابيع ، شمس المساكين ، مطرح اللي بيوقف الزمان ..» 
أنيس منصور
"... وعاصي حاد خشن ، ولكن له (لسعة) – وهذا التعبير ليس من عندي ، وإنما هو رأي محمد عبد الوهاب .. فهو يعرف الأخوين رحباني .. ويرى أن كليهما شاعر وفنان .. ولكن عاصي له (لسعة) ، له (بريق) ..
ورأي عبد الوهاب قد ثبتت صحته بعد أن مات عاصي الرحباني .. فالألحان التي قدمها منصور تنقصها هذه اللسعة ، أو هذا البريق ، أو هذا الحريق . ومن رأي محمد عبد الوهاب أن كلمة (الأخوين) ظلمت عاصي .. فلمحاته الفنية تعادل جرأته اللحنية .. والكلام لمحمد عبد الوهاب أيضاً." 
ايلي قارح
"عاصي الرحباني ، في منطقة تبعد عن عمان حوالي 25 كيلومتراً ، يشرف على التصوير الخارجي للبرنامج.
أحد المقربين قال لي : "من لا يعرف جيداً عاصي ، يظن أنه بعد الحادث المؤلم الذي تعرض له بات لا يهتم إلا بأمور ثانوية أو بتفاصيل صغيرة ، وهذا غير صحيح .. وسأروي لك قصة حصلت منذ ما يقارب الشهرين.
قال : " لم يكن قد بقي من الوقت أمام الأخوين رحباني سوى أسابيع معدودة قبل موعد السفر إلى الأردن لتصوير البرنامج المعد للتلفزيون هناك . وكان كل شيء جاهزاً تقريباً بإستثناء الأغنيات التي طُلب من عاصي الرحباني تلحينها وعددها خمس وعشرون .
قلنا له : لقد تأخرت في التلحين ، وهذا من شأنه "فرط" العمل الذي يساهم فيه أكثر من ثمانين فناناً وعاملاً ، عدا الإشكالات القانونية التي قد تترتب علينا من جراء الإخلال بتنفيذ العقد .
قال : أنا لم أتأخر بعد ، أعرف طاقتي الروحية ، وسأنهي كل ما أوكل إلي من ألحان قبل الفترة المحددة .
وبالفعل قدّم عاصي الرحباني بعد مرور 12 يوماً فقط 25 لحناً جاهزاً . أي أنه لحن في اليوم الواحد أغنيتين وأكثر ، تتطلب كل منهما جهداً موسيقياً جباراً.. وصدّق أو لا تصدق .
وهذا ممكن مع عاصي "الميكادو«كما يلقب نفسه هذه الأيام . ويضيف : لقد أراد من وراء هذا العمل ، تحطيم فكرة» الوحي«و» السلطنة" السائدة في الموسيقى العربية التي يؤمن بها الملحنون التقليديون. 
أنا ولدت فنياً في بيروت ، في الإذاعة اللبنانية . ولا يمكنني نسيان المراحل التي مررت بها في حياتي الفنية ، من اسوأ "كمنجاتي«إلى مؤلف» أركان«بعد نصيحة المرحوم خالد أبو النصر. لقد كنت أنتج في الشهر 16» ركناً" مع أربع أغنيات. هذا التغيير أعطاني دفعاً وانطلاقة جديدة.
أرفض أن أعين وزيراً . فأنا فنان وسأبقى أفكر بالفن والموسيقى.
هل من منظر أجمل من رؤية الفرح في عيون الأطفال ؟"
برج فازيليان
عاصي الرحباني ليس فناناً فقط بل كان إنساناً عبقرياً حساساً جداً، وحساسيته موجودة في حياته وفنه أيضاً. عاصي الرحباني ليس مؤلفاً عربياً فقط، بل هو مؤلف عربي لبناني، قبله لم تكن هناك موسيقى لبنانية مئة في المئة. عندما نسمع موسيقى عاصي نحس أرض لبنان.
عندما نتكلم عن عاصي لا يمكننا إلا ان نتكلم عن فيروز أيضاً، لأن من يسمع فيروز تغني عاصي يبدو الاثنان كأنهما واحد. 
برهان علوية
هو مجدد كبير ومبدع وصاحب خيال هائل، عاصي الرحباني يجعلنا نرى بأذننا عبر مسرحياته الغنائية، الموضوع المعالج، الشخصيات والجملة الموسيقية.. لم يقلّد عاصي أحداً بل كان، مدرسة بحد ذاتها.
منصور له حضور وصوت في أعمال الرحباني وكان عاملاً مهماً، لكني وجدته محقاً عندما قال إن عاصي كان الأساس. تكمن قوة مسرح عاصي في انه اختزل الضوء والصورة إلى موجات صوتية، بحيث يستطيع المرء أن يتخيل الديكور والضيعة التي يريد. عاصي كان يتعامل مع شخصيات الضيعة ب<هبلها> وذكائها. لولا عاصي الرحباني لما كان هناك أثر للضيعة نهائياً، هو صوت الضيعة اللبنانية قبل أفولها.
عاصي أخذ مسافة نفسية وفنية ضرورية كي يقصّ بمحبة، لكن من خلال عين تراقب من الخارج. تكلم عن أناس غير قادرين على الالتحاق بالقرن الجديد، ولا الزمن قادر على انتظارهم. هذا الأمر ظهر منذ كان ينفّذ مسرحيات تبث عبر الراديو قبل مجيء فيروز، ك <براد الجمعية> و<عين الرمان> وغيرها. أرى انه صوّر الصدمة بشكل إيجابي ومضحك، اللبناني لا يعرف كيف يسخر من نفسه، فهو يضحك على غيره. الرحباني علمنا ان نضحك على أنفسنا،
كان عاصي صاحب رسالة حب وجمال وفرح مع انه تناول أصل العلّة، فتكلّم الرحابنة عن الضيعتين اللتين تتخاصمان دائماً، عن الغريب، عن مهربي السلاح والانقلابات، لكنه لم يكن يصنع مأساة من كل هذا وإن تناول المآسي. كان يتكلم عن لبنان وكان يعتقد ان لبنان <قلّع>، تبيّن ان عاصي قلّع وحده. كل ما بعده سقط تحديداً بعد الحرب  
بكر الشرقاوي
«في ليلة من ليالي» ناس من ورق" التقيت بعاصي الرحباني طوال ليلة أخرى من الليالي التي تقربت فيها إلى روح لبنان الحقيقية عندما كان اللبنانيون يعايشون هموم الإبداع وأفراحه .
كان يتمتع بالمناقشة ويغرق في الجدل وفي بعض الأحيان كان يستذكر أراء كروتشي كأنه يتذكر لحناً أو أغنية وصار في لحظة مزيجاً مشتعلاً من فنان يعشق الفلسفة ومثقف يتكلم في الفن .
إذ تنبهت بعد لحظات انني كنت منخرطاً في حديث طويل مع عاصي حول الميتولوجيا في بلادنا. كان هو بالغ الاهتمام بها. وكان يستحضرها جميعاً في ذهنه ويتحدث عن شخوصها الخرافية أو الحقيقية كأنها شخوص تعيش معه وتحاوره ويحاورها. وكنت أنا سعيداً لأني عثرت على رجل ما زال يهتم "بخرافاتنا" القديمة في عصر كانت تسيطر عليه الواقعية بمقاييسها وتطلعاتها فاندمجا واندمجنا.
كان لا بد لي في الحقيقة أن أبحث عن السر الذي جعل من الرحابنة هذا المزيج العجيب من رقة حانية وشموخ من غير تعالي وحرص على جمال الكلمة واهتمام بالشكل الذي يخدم الروح . في ذلك اللقاء اكتشفت الجانب الميثولوجي في روح عاصي وفي اللقاء الأخير تعرفت على جانب عشق الفلسفة والتيه في أعماق جوانبها.
تلك كانت خصوصيات عاصي الرحباني وهي تختلف عن مقومات منصور. فرغم أنهما اخوان إلا أنهما صديقان وزميلان. وفي منصور خليط عميق من العقلانية والخيال جعلت وجدانه شقيقاً لوجدان أخيه. وهذا قدر مثير قل أن يوجد لأخوين متلازمين في زمن واحد.
ولكن عاصي الرحباني رغم وعيه الكامل بظروف زمانه إلا أنه لم يكن من هذا الزمن. ذات مرة قال لي أنه كان يتمنى لو أنه ولد قبل هذا الزمن أو بعده . قالها عفواً ونحن نتكلم عن حكاية الأجيال في الفن. وعندما علمت بإصابته تذكرت كلمته هذه . صحيح أن هذا شعور يلازم كل الفنانين حتى وهم في أوج نجاحهم. ولكن عاصي بالذات تحمل عبء هذا الاختلاف بين زمانه الواقعي والزمان الذي يحلم به . كان بمرضه كأنما يعلن عصيانه على زمنه . وكان بموته كأنه يعلن عصياناً آخر على ميلاده رغم أنه لحن لزمنه وعشق كلمات أيامه وأحب معاصريه وكان يقطر حباً لمن يعرفه أو يقرأ له أو يستمع إلى لحن له ولكن شيئاً ما دائماً كان يلح على الظهور في صوته وسحنته يعطيه تلك الغيبة الخاطفة في نظرته إذ كان يشعر أن الدنيا ظلمته كثيراً بتهيئته لحب كل شيء . لم أسمعه مرة يقول انه كره شيئاً أبداً أو أنه يرفض شيئاً أبداً. لقد كان قبولاً دائماً ورفضاً خافياً لما دار حوله أو أصيب به .
ولسوف يتبقى منه الكثير وأكثر ما سيتبقى منه روحه. المبثوثة في ضفيرة متماسكة من وجدان أخيه منصور وصوت فيروز. ولقد كان من إشياء عديدة صنعها لنفسه لكي يصنع بها نفسه.
وكان فيه بالنسبة لكثير من المصريين ما يشبه الضمير الصاحي . فقد كان يذكرهم بسيد درويش وهم يحاولون استلاب أثاره واستعادتها من عاديات الزمن .
وكان بالنسبة للعرب روحاً جديدة انطلقت من سمائهم فأحبوها وعشقوا وجودها بينهم وتمنوا ان لا يفقدوها أبداً ." - 
بوغوص جلاليان
«بكلمات قليلة يصف عاصي بأنه» كالمحكوم بالأشغال الشاقة والإنتاج غير عادي . لا يعرف التعب ".
عاصي كان يتدخل في كل شيء . ويريد أن يمر كل شيء عبره . كان يعتقد – وربما هذا صحيح – أن لديه ذوقاً أو بالأحرى غريزة لا تخطئ . يشتم . يحس . لا يستطيع تفسير ما يحسه لكنه يجزم بما يرتأيه وبقدرته على كنه الأشياء . وهذا بارز في موسيقاه . انه نموذج غريزي وليس عقلياً . لذا ففي موسيقاه الفولكلورية والموشحات حاسة صائبة . كل أعماله أعجبت الغير، وكان مدركاً هذا الأمر. وعاه . عاصي = هو والشعب . ضروري أن ينال أي عمل رضاه هو أولاً . وكان يقينه ثابتاً أنه سينتشر بين الجمهور . إحساس داخلي عميق.
وعن طبيعة طريقة عمله : "كان يغضب ، ولكن لم يكن شريراً. متطلب . لجوج . متحرك . ينام ساعتين ويشتغل بقية اليوم . العمل معه مضن . بعد ساعات من انتهاء التمرين . يستدعي جميع أعضاء الفرقة ، وإعادة من جديد . في رأسه حب التغيير والكمال".
عندما تسمع ميلوديا لعاصي تظنها سهلة . خطأ . لقد تفنن في إدخال تغيير بسيط في الجمل الصغيرة . نوتة واحدة ثم ثانية ... كسر النمط الواحد . وهذا لا يقدر عليه إلا من يمتلك اللعبة بقوة . عاصي كان كبيراً بما حمله إلى الميلوديا اللبنانية ." - مجلة المسيرة 28 ت1 1986
"عاصي مؤلف وكاتب زاخر بالمواهب . واضح العبارة لا يثقلها ترداداً. فنان كبير ذو حدس ساطع وذوق أكيد . وعى أهميته الفنية وتفوقه وعمل بهما .
متطلباً ، تواقاً إلى الكمال في سلطة ونفوذ . وفي آن واحد طيباً وعذباً.
تطلع في فنه نحو الشرق ، وحبّه الأكبر الذي لم ينضب ." 
جلال خوري
من المعروف ان العطاءات الكبيرة عبر التاريخ أتت غالباً في إطار تحولات كبرى، أشهر الأمثلة على ذلك عمالقة الإغريق الذين أعطوا التراجيديا، فهم ظهروا عندما كان المجتمع يتحول من مجتمع قبلي إلى آخر مديني. بدوره أتى شكسبير في لحظة محورية بين نهاية القرون الوسطى وانطلاقة عصر النهضة. في هذا السياق بإمكاننا أن نضع عاصي الرحباني الذي ظهرت موهبته في زمن شهد تحولات كثيرة في لبنان على الأصعدة الاجتماعية، الثقافية والسياسية، إذ أحدث نشوء دولة إسرائيل تحولات بالغة الأهمية، وشاهدنا آنذاك الهجرة الكثيفة من الريف إلى المدينة وتحوّل لبنان من بلد متوازن القطاعات الاقتصادية إلى آخر يحكمه اقتصاد مرتكز في 75 بالمئة منه على الخدمات، ما أدى إلى نوع من الزلزال في البنية الاجتماعية. أعمال عاصي الرحباني تندرج في هذا الإطار. لقد عبَّر في أعماله عن تحول الريف وتجذره في المدينة، انطلق من الفنون الموسيقية التقليدية وأدخل عليها الهارمونية والبنية الدرامية، وكان الوجه الأبرز للفنون أثناء العصر الذهبي للبنان، ما بين 1950 وبداية الحرب. عندما انتهت هذه الفترة وغاب عاصي، عادت الأغنية اللبنانية إلى الطقطوقة المصرية، بموازاة جمود ما على صعيد الطرب الأصيل. منذ غياب عاصي حتى اليوم لم ينتج من بقي من الثلاثي الرحباني شيئاً يذكر، إذ لا يوجد منذ 1982 لحن واحد علق في بال أحد، من هنا علينا أن نحيي فكر عاصي الرحباني الذي ثبت أنه العنصر الجوهري والمحرك والأساس في المغامرة الرحبانية.
كان عاصي على الصعيد الشخصي يتميز بكرم الفكر والقلب واليد، كان إنساناً قلقاً تمكن من تحويل قلقه إلى إبداع.
عاصي إنسان مبدع، أقدامه مجذّرة في الأرض بينما يحلق رأسه بالنجوم، من هنا كان تعامله مع <مدّعي الحداثة> أمراً مرفوضاً.
عاصي كان متطلباً على طريقته، يتركك تفعل ما تشاء ويصحح ما لا يتطابق ورؤيته للأمور بعد ان تغادر (!) من الأمور التي كانت تهمه بالفترة الأخيرة كل ما يتعلّق بال<ما ورائيات>، ويبدو انه كان قلقاً على ما سيحدث بعد الرحيل، هذا الأمر شكل بالنسبة إليه هاجساً تكلّم به في كل مناسبة. 
د.جورج شبلي
"عاصي الرحباني ثورة انقلابية في ساحة المفاهيم التي كانت تخضع الأغنية العربية لها .
فبإخاله النمط الهارموني في كيانيّة اللحن ، قفزت الأغنية الشرقية إلى الدّور العالمي ، لأنّ عاصي دمج في اللحن ذاته ، وبأقل مدّة ، الزّخرفة والعذوبة والجرس . أما ميزة عاصي فتكمن في إقامة العلاقة بين الأنغام ، لتصبح الموسيقى معه منظّمة بشدة ولا فرق إن هي عكست الرقة أو هي عكست القسوة.
تسمع عاصي الكلمة واللحن ، فتعود جذورك إلى آلاف السنين ، يوم كشفت أحافير الفكر أن الجمال من صنع الله . ومهما مُسّت الأغنية بالحداثة وتقاذفتها فضائل التطوّر ، غير أنها مع عاصي عشائرية صارمة في عاداتها وشروطها ، لم تتحرّر من سلطة سيّد العشيرة صاحب السلطان والكلمة والهيمنة ، ما جنبها خطر التفلت غير المنضبط والتشوه الحالي الذي لم يستقم معه جمال والذي لن ينفع في مداواته إلا عاصي آخر." 
جوزيف حرب
«أهم شخصية فنية في الوطن العربي هو عاصي الرحباني، قيمته في أنه تجاوز الجميع، في عالمه الفني المتكامل . لا نستطيع أن نتكلم على عاصي كموسيقي فقط ، أو كاتب مسرحي فقط ، أو شاعر ، أو مخرج ، أو منظر فكري فقط ، إنه كل هذا ، وهو في كل شيء من هذا قمة .»
رفيق حبيقة
عاصي هو الإبداع .. أما ملهمته فهي السيدة فيروز ، وأعتقد أنه من دونها لم يكن عاصي ليبدع كما فعل ، لقد جمع عاصي الرحباني كل الصفات التي تخص الملحن العبقري ، كان يملك المعرفة والخبرة والدقة في التنفيذ وبعد النظر ، لقد كان يعرف مكامن الجمال الحقيقي ولا يستعمل غيره وهو ظل في حالة بحث دائم عن الأفضل والأجمل ليبدع
أعتمد عاصي أسلوب السهل الممتنع باللغة الموسيقية من الألف إلى الياء ، ولم تكن تتوه عنه فاصلة أو نقطة ، فقد كان أدق من دقيق ، إن عاصي من الموسيقيين الذي قربوا الموسيقى الشرقية إلى الغرب كما قرب الموسيقى الغربية إلى الشرق . 
رياض شرارة
«كانت لديه سيطرة على الآخرين فسرها البعض تسلطاً . لأنه يعرف كثيراً كان يهوله أن يرى الآخرين يعرفون قليلاً .»
«عاصي في الحياة العامة وفي الأمور العلمية والفكرية والشعرية والفلسفية واللاهوتية والمارورائية كان دائماً إنسان يرى أو ينظر إلى بعيد .. يستشف الأمور ويحلل ويعطي أراء تطلع حتى علمياً صائبة .» 
«للأمانة والتاريخ بيقول إنه ما في فنان عرفته خلال هالحقبة الطويلة من عملي في الوسط الفني . ما عرفت فنان كريم متل عاصي الرحباني وشهم متل عاصي الرحباني . المال بيجي عنده دايماً بالدرجة المية من اهتماماته مثلاً . عاصي تسامى فوق المال لأنه أسمى من المال . وعطاءه أكبر من أن يكون له ثمن . كان يقول ويقول دايماً» الشخص اللي بده يجمع مال أفضل ينزل يشتغل بالتجارة أو إذا بده بسرعة يربح ينزل يشارك بالسرقة بالأسواق . هيك بيحصل على المصاري أكتر وأسرع . اما الفن في النهاية فهو أبن الصعوبة".
كان يرفض يشوف بالمرا بكل ما كتبه من أغاني ومسرحيات إلا اللون المضيء . يرفض أن يرى في المرأة إلا الوجه البريء والعاطفة اللي بترفض إنها تهجر الطفولة إلى الأنوثة . المرأة اللي أحبها عاصي كان يخترعها على الورق . ويرسملها عيونها وخدودها وخجلها ."
«كثيراً ما كنا نختلف مع عاصي الرحباني كي يوفر قليلاً في مصاريف الإنتاج كونه يعيد تسجيل الأغنية أكثر من عشرين مرة قائلاً : الأغنية باقية للمستقبل ، ومن سيسمعها يجب أن يجدها متقنة».
سعيد عقل
«كان يشتري من جيبه الخاص تذاكر لبعلبك أو المسرح البيكاديللي ، بمبالغ ترتفع أحياناً إلى ألوف الليرات حتى لا يقول للأصحاب أنه يعتذر عن دعوتهم .. هذا هو عاصي.» 
«عاصي الموسيقي وعاصي الشاعر وعاصي اللي بيعرف يخرج روايات غنائية . هالموهوب ما كان عمره كبير بس بعمره هيدا الزغير تلاّ لبنان وقوته إنه خللاّ اللغة اللبنانية تصير إلى حد ما لغة كل المثقفين بالشرق . كانت اللغة المصرية هي المجتاحة ووصلت لعنا واجتاحتنا وصار الكل بيفهم اللغة المصرية تا إجت غناني عاصي ومنصور وصوت فيروز وردوا هالموجة وهلق من المغرب للجزيرة العربية الناس بتعرف اللغة اللبنانية بسبب أغاني عاصي وتلحينات عاصي . عاصي مش كل يوم راح نلاقي منه .» 
د.شاكر مصطفى
«يروي الكاتب والمؤرخ الدكتور شاكر مصطفى :» ذات يوم كنا في بيروت في غرفة التسجيل تحت المسرح ، نستمع مع عاصي لأغنية جديدة . وانطلقت الأغنية وفيروز تغني ، وعاصي يقاطعها لمرتين وثلاث ويطلب الإعادة ونحن نملّ من غير أن نجد ما يبرر الإعادة وانفلت عاصي من غرفة التسجيل وصعد المسرح وفوجئنا كأن فيروز أخرى غير الأولى هي التي كانت تغني . وخرجت أنظر إلى المسرح فإذا بعاصي أمام فيروز يلوح بعصاه الموسيقية . ينظر في عينيها وتنظر بدورها في عينيه . وهما في عالم آخر«. هكذا كانت تولد أغنيات فيروز والأخوين رحباني كما يقول الدكتور مصطفى» من مولد الحب بين قلبين".
صبري شريف
"ثلاثين سنة من حياته وصفها «في رهان مع العمل الفني الناجح».
«نحن فقدنا الشي الكثير .. فقدنا حياة الموهبة .» 
عصام محفوظ
كان من الطبيعي أن تبدو ثمة هيمنة واضحة لعاصي على المجموعة ، وهذه الهيمنة كانت تتحول في لحظات التنفيذ إلى شبه ديكتاتورية مطلقة تبدو أحياناً قاسية ، لكنها القسوة الضرورية للانضباط ، وكان يهمس في أذني ضاحكاً «لهذا حملوني العصا» والمقصود عصا المايسترو ، وقد تكون أيضاً عصا الماريشالية.
وقد يكون بالغ عاصي في تحمله هذه المسؤولية حتى صار لا يثق بأحد غيره في لحظات الصياغة الأخيرة ، سواء في مجال الأداء الموسيقي أم الأداء التمثيلي بل أيضاً تعدى ذلك إلى ميدانين لم يكن عاصي خبيراً بهما : الإخراج التلفزيوني والإخراج السينمائي ، إذ كان عاصي يتدخل في اللقطة أو الكادر أو زاوية الرؤية إضافة إلى مجال الديكور أو الأزياء . وليس أدل إلا محاولته توجيه يوسف شاهين صاحب الباع في الميدان السينمائي أثناء تصوير أول أفلام الرحبانيين «بياع الخواتم».
نحن الذين كنا قريبين من البيت الرحباني ، أن فيروز هي عاصي وأن عاصي هو فيروز . 
فريد أبو الخير
"بس يكبر كتير الواحد بيوصل لحدود البساطة وهي البساطة اللي بتوصل . كل شي معقد ما بيوصل . لا بالأستوديو بيوصل ، لا بالتنفيذ بيوصل . الناس ما بتقبله.
ما يهمه نضافة التنفيذ قد ما يهمه الإنسانية اللي بتوصّل. يعني بكل لحن كان بده يكون في .. يقللي "يا خيّي بدي صورة .. صورة. تعطيني كأني برا. كأني عم شوف منظر".
.. في حزم وفي تنفيذ صح متل ما بده هو . يعني بالرغم من مرضه، كيف كان يدرب الأوركسترا ويجرب يغني معها وما يقدر يلفظ الكلام . لكن بده ينفذ متل ما هو بدّه عالشعرة . وهيدا أساس النجاح .. متل ما هو بدّه . مش بس اللي بيغني . يعني مهما كان عظيم المغني .. يعني أكتر اهتمامه كان بفيروز . أي بس ما تقدر تغني متل ما هي بدها . أو هي تقرر .. هو كان يقرر ." 
"كانت خبرة صبري الشريف بهالوقت بتفوق كل خبرة بالنواحي الإذاعية والفنية وبعده لليوم بعتقد هو الأرقى . لكن الأخوين رحباني وخصوصاً عاصي كان معلم. أو كان المعلم . بهالفترة .. فترة الشغل مع عاصي . كنت دايماً انتبه على عاصي الإنسان . على عاصي المتواضع . على عاصي الديكتاتور الخايف . على عاصي المرح أو الخطيب . كان عاصي إنسان متواضع وواقعي . اسمعى شو كان يقول .
"يمكن توصل لآخر الدني وما تقدر تقطع هالمسافة الزغيرة لقلب جارك".
وكان أوقات يرجع للبساطة وما يستحي . يحكي عن الأب بولس الأشقر بعرفان جميل وامتنان .
كان عاصي إنسان حساس كتير . وعنده إحساس شي غريب . كان دايماً يقول إنه بعد ما في آلة بتقدر تنقل صوت الإنسان ع حقيقته بكل بعده الإنساني والعادي وهيدا صحيح لأن العالم بعدن لليوم عم بيحاولوا . كان إذا غنت فيروز بتشوفي الدمع كيف كان يروح ويجي بعيونه . (خدني ازرعني)
عاصي كان حقيقة دكتاتور . دكتاتور عالمسرح . دكتاتور على تنفيذ أي عمل موسيقي بس كان دايماً ديكتاتور خايف . من سنة 1960 بتذكر كان خايف دايماً على لبنان .
عاصي كان بالإضافة لموهبته الموسيقية كان خطيب . ما حدا من الخطبا الكبار بيقدر يؤثر بالجمهور متله .
عاصي الرحباني كان إلو فضل أكبر علي لأنه خلاني راكض ورا المعرفة بمهنتي حتى هو يكون راضي وأنا كون قادر لبّيه."
عبد الحليم كركلا
"عاصي كان في حالة مستمرة من التأمل .
انطلقت مسيرته سريعاً ، في عظمة ، وكان كل عمل يفجر عملاً أقوى وأكبر منه بمسافات زمنية فنية أبعد وأعمق .
عاصي مفكر ، إنه ملك الفكرة . عبقري صامت ، مبدع متجدد ، يفتش عن الصعب والمستحيل ويجعلهما حقيقة .
كان عاصي على مدى عمره ، ومنذ أن كان فناناً مبتدئاً في إحدى غرف إذاعة لبنان ، إلى أن تبوأ الزعامة الفنية في لبنان ، واكتسب فنه صفة العالمية ، وهو على أكبر قدر من التواضع والبساطة والطبيعية ، واحداً على امتداد السنين ، لم يسجل عليه يوماً إنه قال كلمة فيها غرور ، أو تبجح ، أو مغالاة في وصف ما انتجه . ولبنان الفني قبل عاصي الرحباني كان غيره بعد عاصي . وربما ستسجل صفحات التاريخ اللبناني إنه هو الرائد الذي جعل للأغنية اللبنانية الكلمات ، مجداً وشهرة ، وهو الذي أطلق فن المهرجانات الشعبية."
مالك حلاوي
«السبب الثاني الذي يؤكد إستمرارية أعمال» الأخوين رحباني«هو وجود عدة أعمال كتبها عاصي فعلاً ، لا زالت محفوظة وتنتظر الوقت المناسب لخروجها إلى أرض الواقع ، وهذه الأعمال هي من حق الجمهور الذي أحب عاصي ولا بد أن أعمل على تقديمها في أقرب فرصة .» 
محمد عبد الوهاب
"أستذكره شخصية ونشاطاً مذهلاً ، بعدما عشت معه نحو ستة أشهر من عام 1967، إذ كنت في بيروت ، وكنت على صلة يومية به ، في بيته أو في المكتب حيث كان يدير البروفات .
وتسنى لي ، تلك الفترة ، أن أتابع عاصي الرحباني وكيف يعيش للفن وللفن وحده : شهدته يؤلف على البيانو أو على البزق ، ويدير التمارين والبروفات ، ويقود الأوركسترا ، ويلحن . وأدهشني فيه أنه كان يلحن كل الوقت : يلحن وهو يأكل ، ويلحن وهو واقف ، ويلحن وهو جالس ، ويلحن وهو يلحن . يعني أن حياته كلها كانت تلحيناً ، نشاطاً وتلحيناً . لذا لم يعرف في حياته كلها إلا الفن . كان يأكل واقفاً ، مُستضيعاً أن يجلس ، فيبقى واقفاً ويعمل : يضرب على البيانو ، أو يقود ، أو يدرّب ، أو يُفكر . أي أنه كان رجلاً أخده الفن واشتراه . وهو إرتضى أن يبيع نفسه للفن .
لذلك ، فضل هذا الرجل أنه ، ولا شك أبداً ، رائد كبير جداً في عالم الأغنية والمسرح الغنائي . وهو وضع كثيراً من الألحان الصغيرة في الزمن ، دون أن يحرم الناس – ضمن هذا الزمن القصير الذي يلحن له الأغنية – لذة الطرب. هذا الطرب الذي يقال فيه أنه لا يكون إلا في الأغنية الطويلة . ولست أفهم لماذا لدى الناس ، والنقاد خاصة ، فكرة الطعن في الطرب كأنه وصمة عار على جبين الفن ، مع أن الطرب هو الأصل . لأن الطرب معناه المتعة ، ولا فن من غير متعة . وإذا الفن لم يولد المتعة ، فليس هو الفن . إنه متعة ، والمتعة تعني الطرب .
هكذا عاصي الرحباني ، كان – في تلك الجرعة البسيطة التي هي زمن قصير لا يتعدى الست دقائق أو السبع – يعطي طرباً كما لو أنه راح يؤلف ويلحن ليعطي أغنية من ساعة أو أكثر. وهذه مسألة خطيرة جداً، تعني أنه كان يركز تركيزاً دقيقاً جداً ، بحيث يعطي جرعة من الزمن القصير ، فيها كل المتعة الشهية. ويأتي دور عاصي الرحباني كذلك ، في عالم المسرح الغنائي والإستعراضي . وهنا ، لا شك ، لا شك ، لا شك أنه عمل فيه الكثير الكثير ، من حيث الحوار الممتع ، القائم على العلم التمثيلي ، ومن حيث التوزيع الذي يكاد يحاكي التوزيع الأوروبي . عرف كيف يعطي ما هو ضروري مما تعلمه . وهو تعلم كثيراً : فعرف الموسيقى على أسسها ، ودرسها وشبع منها وعرف جميع الملحنين القدامى في العصور السابقة وأعمالهم جميعها . ومع ذلك لم يأخذ مما تعلمه إلا ما هو مفيد للأغنية ، لا ما يبرز كمية ما تعلمه ، والفرق هنا كبير وخطير بين أن يضع الفنان كل ما تعلمه وكما تعلمه ، دون غربلة وانتقاء ، لا لسبب إلا لإبراز عضلاته المختزنة وتبيان أنه فنان متعلم ، وبين أن يأخذ الفنان ما يمكن أخذه أو ما يحتاج هو إليه في عمله الجديد لأجل أن يجيء أجمل ."
محمود ماميش
«طلب مني عاصي أن أخفض ثمن التذكرة وأطبع تذاكر بقيمة عشر ليرات ، وكانت أرخص تذكرة دخول بـ 25 ليرة ، فحاولت إقناعه بأن ثمن تذكرة الدخول إلى السينما بثلاث ليرات فهل يعقل أن يكون هناك تذاكر بعشر ليرات لمشاهدة فيروز ؟ فأجابني أنا أريد كل الناس أن تشاهد فيروز وأن تستمع إليها ، فيروز ليست للأغنياء فقط ، بل للفقراء أيضاً.»
نبيل خوري
«عاصي متزن يفكر في كل كلمة قبل أن ينطق بها ويحرص جداً على معنى تلك الكلمة وما يمكن أن يؤدي إليه أو تفسر به . منصور ، عكسه تماماً ، ثائر منطلق ، يتكلم ثم يفكر ، ثم يتراجع عما تكلم بعد أن يفكر . أو ينظر إليه عاصي بدبلوماسية فيسكت . أحياناً ينساق معه عاصي في ثورة لدقائق . ويندم .» ستؤذي كلماتي بعض الناس".
وعاصي – لا يستطيع أن ينام – ويصاب بأزمة نفسانية عنيفة إذا علم أنه أساء إلى أي إنسان بدون أن يقصد." 
نجاة قصاب حسن
«ليس في عصرنا أكبر من عاصي الرحباني في الشعر المغنى وفي الموسيقى وفي المسرح . يقف على قدم المساواة مع أكبر شعراء المسرح في هذا العصر ، ويفوقهم غزارة إنتاج وقرباً من الناس . عميق ولكنه مفهوم .» 
"عاصي الرحباني إنسان طاقة عجيبة كتير...
بالتمثيليات صوته بياخد العقل حطوا مثلاً قطعة "غربة – جبال الصوان«شوفوا هالعمق وهالبعد وهالمدى اللي بيكون بصوته وقديش مقنع . بعدين كان ياخد شخصيات» بو فارس«كمان الرجل الكبير الحكيم الظريف . دائماً كان هو ياخذ الشي اللي منقدر نقول عنه تقيل ، تقيل مش تقيل دم . بمعنى في وزن إنساني قريب من شخصيته هيدا أولا. ثانياً ضحوك بينكت وبيعمل مقالب . مقدحجي متل ما بيقولوا ، وبيضحك منيح مع أصحابه .» 
نزار قباني
عاصي الرحباني ، هو آخر الأشياء الجميلة في حياتنا .
هو آخر قصيدة ، قبل أن ندخل في الأمية.
وآخر حبة قمحٍ ، قبل أن ندخل في زمن اليَبَاس .
وآخر قمرٍ ، قبل أن تهاجمنا العُتْمَة .
وآخر حمامةٍ تحطُّ على أكتافنا .. قبل زمن الخراب .
وآخر الماء قبل أن تشتعلَ الحرائق في ثيابنا .
وآخر الطفولة .. قبل أن تسرقَ الحربُ طفولتنا .
به بدأ الحبُّ ، وبه انتهى .
وبه بدأ اللونُ الأخضر ... وبه انتهى .
وبه بدأ النبيذُ .. وبه انتهى .
وبه صار بحرُ (أنطلياسْ)
أعظمَ من المحيط الأطلسي.
فأحبَبْنَا ...
وهو الذي شجَّعَنا على أن نذهب لمواعيدنا ...
فَذَهبنا ..
وهو الذي علمنا أن تكتب على ضفائر حبيباتنا ..
فكتبنا ...
وهو الذي غطَّانا بشراشفِ الحنان ..
فنمنا ...
على يدي عاصي ، تحولت الموسيقى من مُظَاهَرة
وتحولَ الحبُّ من غَزْوَةٍ بربريةٍ
إلى صلاةْ ..
وتحولَ الشعرُ من قرقَعةٍ لغويّة
إلى جملةٍ حضارية ..
وتحولنا نحنُ ، من كائناتٍ ترابيةْ
إلى ضوءٍ مسموعْ ...
لم يكنْ عاصي ، حادثاً هامشياً في حياتنا
كان جبلاً .. ومؤسسةً .. وأكاديميةً ..
ويومَ يكتبُونَ تاريخ الشَجَرْ ..
وتاريخَ الدِفْلَى والبَيْلَسَانْ
والقرميدِ الأحمر ..
وتاريخ القرى اللبنانيّة التي جعلها عاصي الرحباني
أهم من باريس، ونيويورك ، وسان فرانسيسكو .
يوم يُعلِّمون، بعد ألف سنةٍ في مدارسنا ، أسماء
الجبال في لبنان ، فسيكون عاصي الرحباني أعلى
وأهم جبلٍ في أطلس لبنان ... 
نسيب نمر
".. وعاصي كما أرى هو الفاعل الرئيسي دونما انتقاص من أدوار الآخرين الذين يلعبون لعبته على المسرح، بنجاح قليل أو كثير ، سواء منهم من أنشد أنشودة أو لحن أغنية أو ألقى موعظة مباشرة وغير مباشرة أو اضاء مصباحاً ونمنم ثوباً ورداء.
وحين أقول أنه الفاعل الرئيسي أعني انه صاحب الدور الأول في تشخيص الواقع والحديث عنه وتقديمه إلينا ثماراً ناضجة بعد تمخض عسير من نشوء ونمو وتفتح وتغير وتبدل وانتقال من حالة إلى حالة ومن صورة إلى أخرى متدرجاً في طريق الكمال مثلما عملية التطور السائرة في طريق متعرج مليء بالعقبات والصعاب والعراقيل حتى ينتهي إلى معقولية معينة تاركاً لسواه في ما بعد الانتقال الإستمراري إلى معقولية أخرى دونما توقف.
وقد تأتى لعاصي الرحباني أن يقوم بهذا الدور الرائد في تطور المسرح اللبناني المعاصر برغم جميع الصعوبات ، المادية والمعنوية والصحية والبسيكولوجية، لأنه يعرف ماذا يريد بالإتفاق والانسجام مع إرادة الحياة والوجود، وطالما سمعناه ، وسمعه الكثيرون ، يقول "ان الرائع ما كان منسجماً ومتناسقاً مع الطبيعة والحياة" ، وان الشيء من شيء حتى لا نستطيع الوصول إلى شيء غير منقسم أو متجزئ إلى شيء وأشياء ، هذا على الرغم من اقتناعه بعد ذلك بما يتعارض مع رأيه هذا حين يسلم بوجود وهم كبير متمرد على الأشياء المتجزئة إلى ما لا نهاية.
وحين تقول له أن نظريته في شقها الصحيح الأول هي نفسها نظرية زينون الرواقي ذي الأصل الفينيقي التي عارضت نظرية موخوس الصيدوني ولوقيبوس وديموقريطس وأبيقورس وغيرهم من الفلاسفة الذريين ، يجيب سريعاً دونما غمغمة فكرية وببعض الغمغمة والبطء في الكلام نتيجة مرضه الأخير : "لا أعلم ذلك ، ولم أقرأ نظرية هذا الزينون" .. ثم تظهر على سيماء وجهه فرحة عارمة لأنه استطاع الوصول إلى استنتاج رائع كهذا أكده العلم منذ وقت قريب من غير أن يطلع على أفكار المستنتجين الأوائل من زمن بعيد .
ولعل ما يلفت في أراء هذا الفنان ويدفع بك إلى التأمل العميق في أصالته ونقائه أنه ينظر إلى الأثر الفني بعيداً عن المصلحة الفردية والفائدة المادية وقد طالما رغب من أقربائه والمتأثرين به الابتعاد عن الغاية التجارية في نشاطهم وأعمالهم لأن للفن قداسته وشموليته ودوره في خدمة المجتمع الإنساني والحياة العامة .. يفعل ذلك من غير أن يفرض عليهم مفاهيمه فرضاً أو يتوقع منهم تلبية واقتناعاً ، حسبه أنه أرضى ضميره ودافع عن تصوراته ورسالته في هذه الرحلة البشرية القصيرة العابرة .
وعاصي الرحباني ، هذا الفنان العجيب الرائع ، لا يكتفي بالإطلاع على ما يقدر عليه من علم النفس ومدارسه التقليدية المعروفة ، وإنما يوسع اهتماماته إلى علم معاصر ما يزال يحبو في خطواته الأولى ، وقد بدأت بحوث العلماء فيه منذ عهد قريب جداً ، هو البارا بسيكولوجيا.
ويبدو من إهمام عاصي الرحباني بنتائج العلوم الطبيعية والأفكار الفلسفية ومعطياتها أنه توصل بحدسه ومنطقة التفاؤلي الخيالي إلى القول بأنه ما دام التطور إلى أمام وإلى أعلى فأننا بعد الموت سنأخذ مكاناً أكثر تطوراً وأرفع مستوى ." 
الياس خوري
سحر عاصي الرحباني انه استطاع تحويل كل شيء إلى شعر، كأنه كان ينزف شعراً. كل شيء في هذا الرجل يشبه الشعر. كأنه عرف سر الخيمياء التي تحوّل العناصر. رسم الكلمات فوق الاشياء، واخترع عوالم موازية للعالم الواقعي. وهذا ما يفعله جميع الشعراء والادباء. غير ان ميزة عاصي الرحباني انه اقنعنا بأن هذه الحياة اليومية التي نعيش تشبه الشعر. عجنها بكلمات مموسقة، وصنع سر الحياة. حتى فيروز، صارت اشبه بالقصيدة. وهذا ما يحيّرنا. كيف تغني القصيدة قصيدة أخرى؟ وإلى ايهما نستمع؟
انه شاعر، بل ربما كان كبير شعراء لبنان. ومع ذلك فإنه دخل في تاريخنا الأدبي في وصفه موسيقيا. وهذه مشكلة الثقافة اللبنانية والعربية مع التصنيف.
كان نداً لسعيد عقل وجورج شحادة، بل اغلب الظن انه عجنهما واستخرج منهما اكسيره الشعري الخاص. براءة مستلة من نزق الطفولة وخبثها وشراستها، وانحناءة لغوية حولت اللهحة اللبنانية، لعبة موسيقية ساحرة.
وكالشعراء كان يريد للكلمات ان تمزج ايقاعها بالموسيقى.
بينما كان شعراء لبنان والمشرق العربي، يطرحون اسئلتهم النظرية المعقدة حول معنى الشعر، قام هذا الرجل بكتابة الشعر. اسئلته الشعرية كانت بسيطة، كيف يجعل الكلمة رقيقة وقابلة للانحناء كأنها قماشة من حرير. كيف يلوّن حرير اللغة بالمعاني، ويكتب مسرحيات تغني، واغنيات ممسرحة، ويجعل الشعر كالماء، نقيا وصاخبا ومليئا بطين الحكاية.
 وان شعرية اللحظة  صنعت دراميتها أو موسيقاها.
وكان شعره مثل الشعر. أي محاولة لتحويل العالم بالكلمات، فبنى عالما جانبيا، يجعل العالم الحقيقي محتملا، لأنه اضاف اليه بعدا سحريا، وجعل القارئ يرى بعينيه القديمتين ما لا تراه العيون.
كل شيء يتحول شعرا، السذاجة والحكمة، الخير والشر، البراءة والجريمة، والحقيقة والكذبة. وككل الشعراء كذب علينا عاصي الرحباني كثيرا، وكنا نعرف انه يكذب، لكننا نريد ان نصدّق.   
يوسف العاني 
"عاصي الرحباني يريدك ؟
منذ اللحظات الأولى أيقنت انني أمام فنانين كبار ، وايقنت أن عاصي الرحباني ، هذا الذكاء المفرط ، والإبداع المفرط ، والفضول المفرط لمعرفة كل شيء. حالة خاصة جديرة بالتأمل الطويل ، كان يتحدث أكثر من منصور ، ويتساءل أكثر منه أيضاً ، بل أنه كان يتحدث نيابة عنه أحياناً. وكأنهما صوت واحد !
ومرت ساعات وعاصي يردد أن النقد المسرحي يهمنا أكثر من النقد الموسيقي ! الكل هنا أما معنا أو ضدنا . أما تحليل العمل المسرحي وإعطاء البدائل فغير موجود .
من خلال اللقاءات الكثيرة والمتكررة ومن خلال مناقشات تلت بداية لقاءاتنا ظللت أكتشف عمق هذا الفنان الكبير عاصي ، هذا "الكبر" لم يكن في جانب من دون آخر ولا في حالة من دون حالات كان هو حالات تألق وتجدد وبحث دائبين . في كل عمل مسرحي كنت أشاركهم قراءة النص . ونتناقش ، ونختلف ثم نسكت لفترة قصيرة يعود بعدها عاصي ليقول الرأي الأخير ، ويلتفت إلى منصور يسأله وحين يؤيد منصور الرأي ، يحوّل طرحه علينا فلا تجد أمامنا إلا الموافقة لأن عاصي يستوعب الأراء كلها ثم يعود ليخرج منها الرأي الأخير الذي يقنع الجميع.
كان عاصي انموذجاً للإنسان الوفي .
وقبل أن أسأله عن صحته بادرني بالسؤال عن "قلبي"
ومن جديد بدأ يصارع الحياة من أجل الخلق والإبداع ومواصلة العطاء. بل راح يتحدى كل الصعاب والأزمات.." 

## روابط خارجية
- عاصي الرحباني على موقع IMDb (الإنجليزية)
- عاصي الرحباني على موقع ميوزك برينز (الإنجليزية)
- عاصي الرحباني على موقع أول ميوزيك (الإنجليزية)
- عاصي الرحباني على موقع ديسكوغز (الإنجليزية)
- عاصي الرحباني على موقع قاعدة بيانات الفيلم (الإنجليزية)